# Старый город (Таллин)
Старый город (эст. Tallinna vanalinn) — старейшая часть Таллина, столицы Эстонии. В 1996 году Старый город был внесён в Государственный регистр памятников культуры Эстонии как археологический памятник I—II тысячелетий н. э.. В 1997 году таллинский Старый город был включён в список Всемирного наследия ЮНЕСКО как образец хорошо сохранившегося исторического центра североевропейского торгового города. 
Старый город Таллина включает в себя три части: расположенный на возвышенности Тоомпеа Верхний город (Вышгород), расположенный между средневековыми крепостными стенами Нижний город и земляные валы нового времени со рвом, которые были спроектированы в конце XIX века как зелёная парковая зона, окружающая средневековое сердце города, с застроенными позже кварталами. 
Помимо архитектурной преемственности, Старый город сохранил свое традиционное предназначение — это оживлённый город, который служит как жилой и торговый центр, а также является местом поклонения представителей различных религий. 

## Территория и охранная зона
Старый город занимает бо́льшую часть микрорайона Ваналинн и небольшую часть микрорайона Каламая. Территория Старого города как объекта всемирного наследия ЮНЕСКО составляет 1,12 га и включает в себя древний, средневековый и ранне-новый культурные слои с содержащимися в них находками и остатками строений. Она ограничивается следующими улицами: бульвар Мере, бульвар Эстония, бульвар Каарли, улица Копли и бульвар Пыхья и включает в себя площадь Свободы.
В Старом городе в значительной степени сохранилась структура землевладений, улиц и площадей, сложившаяся в XIII веке, а также постройки средневековья. Линия улиц, сохранившаяся до наших дней, в основном застроена зданиями XIV–XVI веков. Оборонительные сооружения города в значительной степени сохранились в своих исторических размерах, достигая порой более 15 метров в высоту. 
Площадь установленной эстонским государством охранной зоны, включающей Старый город и его окрестности, составляет 370 га. 

### Верхний город

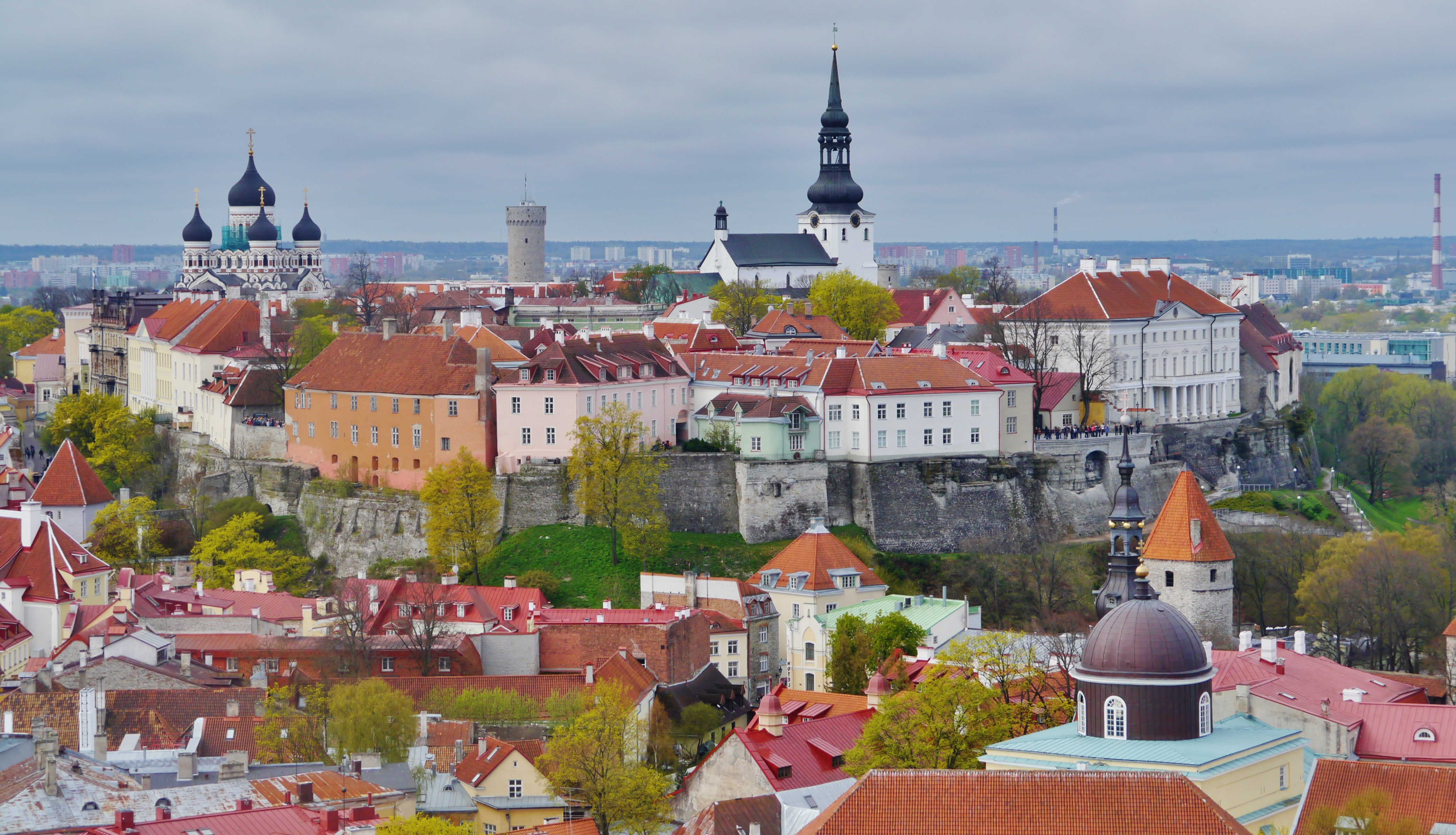
Вид на Верхний город

Первое деревянное укрепление на возвышенности Тоомпеа было построено предположительно в XI веке. В дальнейшем в значительной мере архитектурный облик города определил местный строительный материал — плиточный известняк.
В 1219 году поселение Линданисе было захвачено датскими крестоносцами под руководством Вальдемара II, после чего город получил название Ревель, а Вышгород стал резиденцией иностранных правителей. Тоомпеа делился на Большое городище, Малое городище и прилегающие территории. В 1229 году было завершено строительство первого каменного замка Тоомпеа в западной части Малого городища. После перехода города под власть Тевтонского ордена в XIV веке замок подвергся перестройке и модернизации — он приобрел четырёхугольную форму. По его углам были сооружены 4 башни, в том числе «Длинный Герман» в 1360—1370-х годах, который был удлинён на 10 метров в XVI веке. С экономическим и культурным расцветом Ревеля в Ганзейский период (XVI век) замок постепенно отошёл от своей первоначальной функции — оборонительной — и стал в первую очередь представительским зданием-дворцом. После захвата Ревеля русскими в ходе Северной войны замок был снова перестроен. Вместо восточной стены по распоряжению Екатерины ІІ был построен дворец в стиле барокко, также был засыпан крепостной ров, одна из башен разрушена. В настоящее время в замке Тоомпеа работает парламент Эстонии — Рийгикогу.
В Вышгороде также находится одна из старейших церквей Эстонии — Домский собор, построенный в XIII веке. Свой нынешний облик собор приобрёл после многочисленных перестроек. В самом соборе были захоронены многие известные люди, такие как Понтус Делагарди и Иван Крузенштерн.
Православный Александро-Невский собор был построен в конце XIX века и стал символом русификации Эстонии, поэтому долгое время не нравился жителям Таллина. Несколько раз планировался снос или перестройка храма.
Улицы
Кирику

Кохту

Люхике-Ялг

Пикк-Ялг

Пийскопи

Рахукохту

Руту

Тоом-Кооли

Тоомпеа

Тоом-Рюйтли

### Нижний город

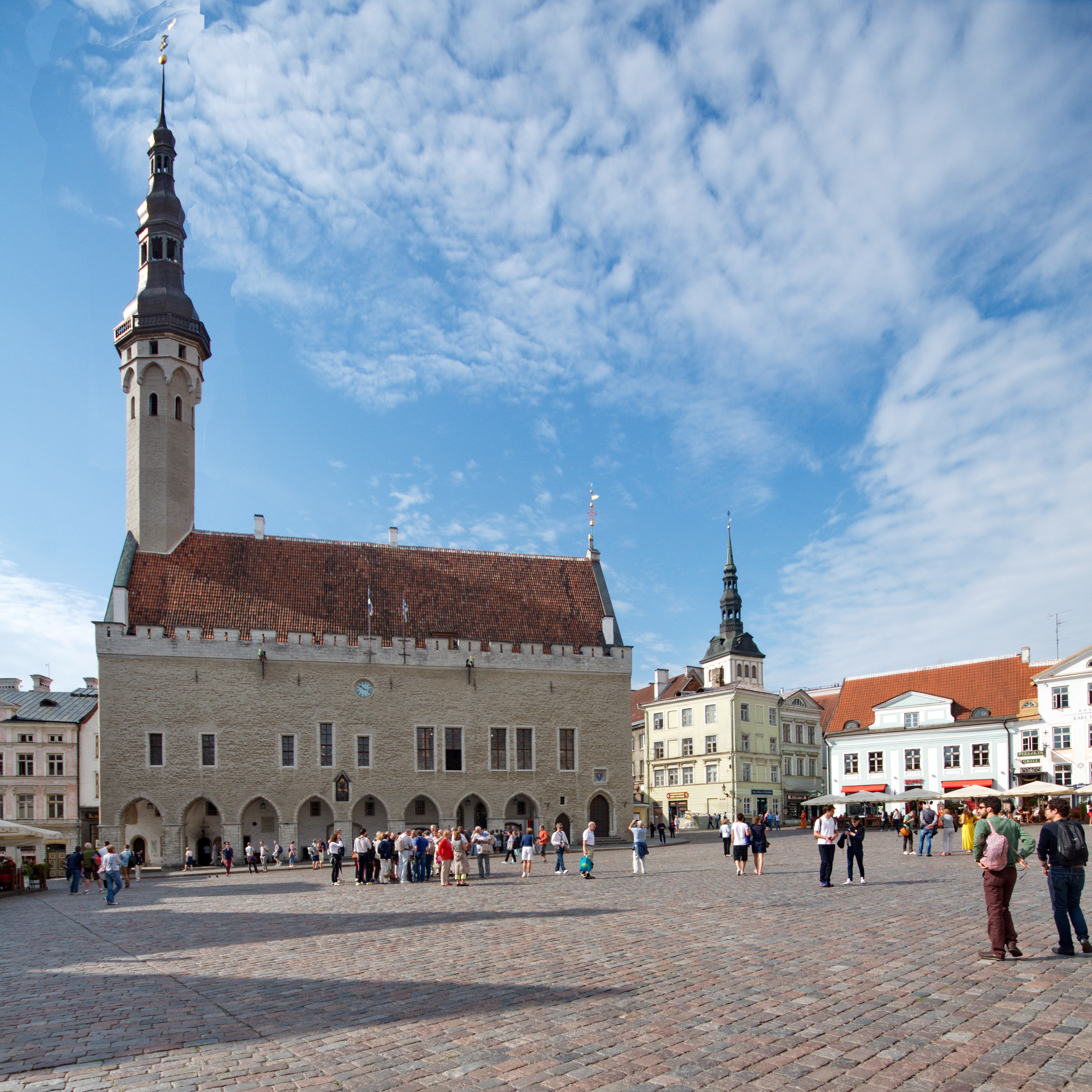
Ратушная площадь и ратуша

Центром Нижнего города является Ратушная площадь, на которой находятся построенная в XIII веке городская ратуша в готическом стиле, дом Егорова и другие импозантные здания. Со смотровой площадки ратуши открывается превосходный вид на город и порт. Один из символов Таллина, флюгер «Старый Томас», украшает шпиль ратуши с 1530 года.
В ресторане «Olde Hansa» можно окунуться в атмосферу средневекового Таллина.
Напротив ратуши находится Ратушная аптека. Первое упоминание о ней датируется 1422 годом, таким образом она является одной из старейших аптек Европы, работающих в одном и том же здании с начала XV века. Это также старейшее коммерческое заведение и старейшее медицинское учреждение Таллина.

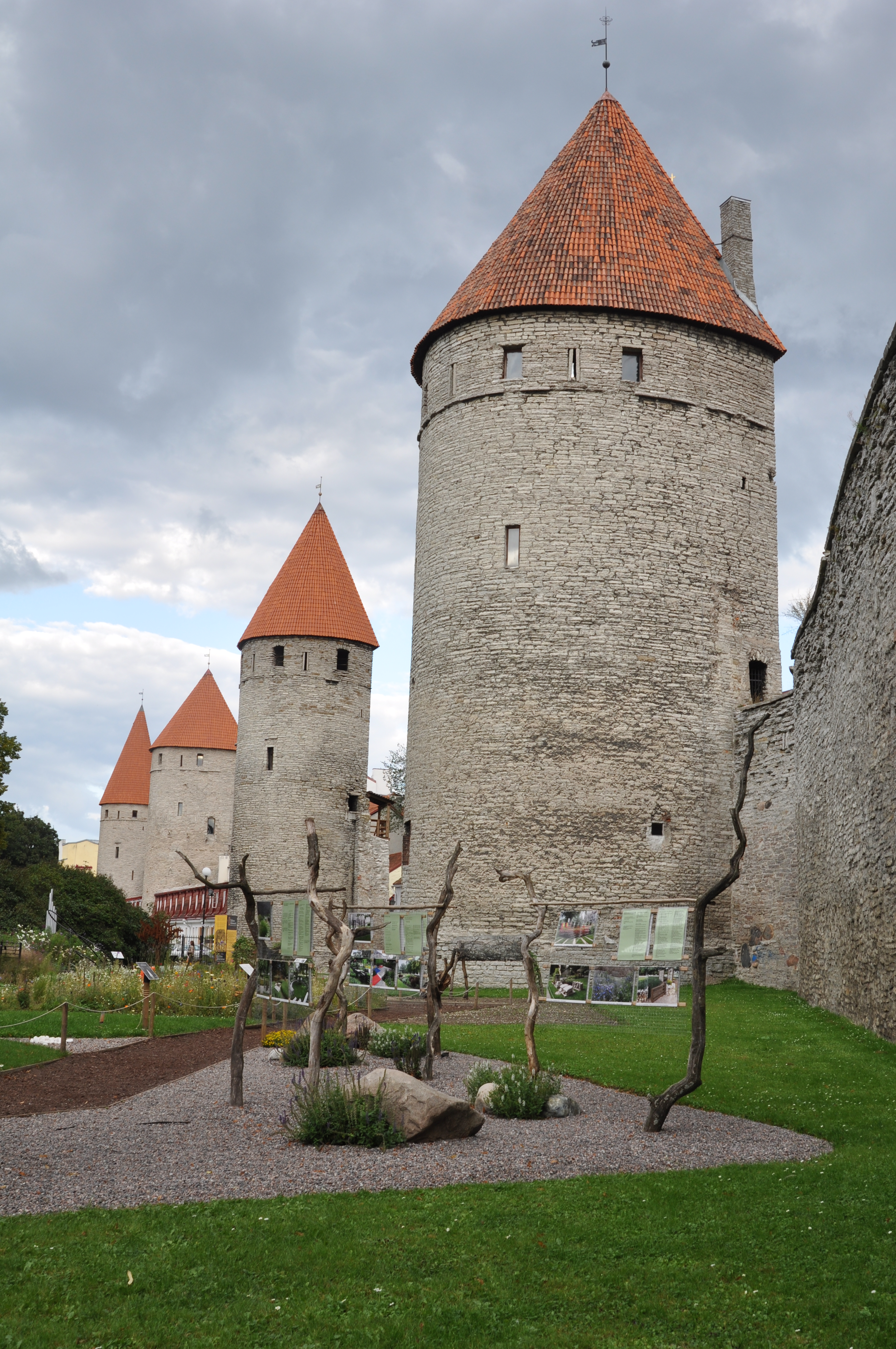
Часть крепостной стены с башнями, на переднем плане башня Кёйсмяэторн

Таллинская городская стена, включающая в себя крепостные стены и башни, является одной из главнейших достопримечательностей города. В Средние века Таллин был одним из наиболее хорошо защищённых городов на Балтийском море. Строительство городской стены началось во второй половине XIII века, считается, что первые укрепления проходили по современным улицам Лай, Хобузепеа, Вана-тург, Кулласепа. С расширением города крепостные стены возводили на новых рубежах, совершенствование укреплений продолжалось около 300 лет. В окончательном виде стена толщиной 2—3 метра имела высоту 13—16 метров.
К настоящему времени из 2,35 км стены сохранились 1,85 км и 26 башен из 40, что является редкостью для европейских городов, где крепостные стены были часто полностью разобраны за ненадобностью. В Средневековье городская стена была окружена рвом (её остатки можно наблюдать в парке Тоомпарк) и имела 6 главных ворот и несколько второстепенных. Сохранилась орудийная башня «Толстая Маргарита» диаметром 25 м, часть комплекса Больших Морских ворот. Сейчас в башне работает Морской музей Эстонии.
Артиллерийская башня Кик-ин-де-Кёк была в своё время наиболее мощной башней Прибалтики.
В Нижнем городе сохранились также несколько средневековых церквей. Лютеранская церковь Святого Николая была основана немецкими купцами в XIII веке и также использовалась для складирования товаров. Она единственная из всех церквей Нижнего города избежала разграбления во время Реформации. После разрушения во время бомбёжки Таллина в 1944 году церковь была отреставрирована и служит ныне концертным залом и одним из филиалов Эстонского художественного музея.
В церкви Святого Духа, построенной в XIV веке, сохранился алтарь XV века любекского мастера Бернта Нотке и часы XVII века по проекту Кристиана Акерманна.
Церковь Олевисте, названная в честь норвежского короля Олафа Харальдссона, известная с XIII века, в своё время была самым высоким сооружением в Европе. Церковь имеет свою смотровую площадку.
На территории Нижнего города находились два монастыря — женский цистерцианский (на улице Суур-Клоостри) и мужской доминиканский (на месте домов 12—18 по улице Вене).
Старейший городской рынок располагался у башни Пикк-Ялг, затем он был перенесён на новое место в район Ратушной площади, а после возведения крепостных стен — за их пределы, на площадь Вана-тург (торговые сделки, особенно крупные, нередко сопровождались конфликтами, иногда — вооружёнными столкновениями).

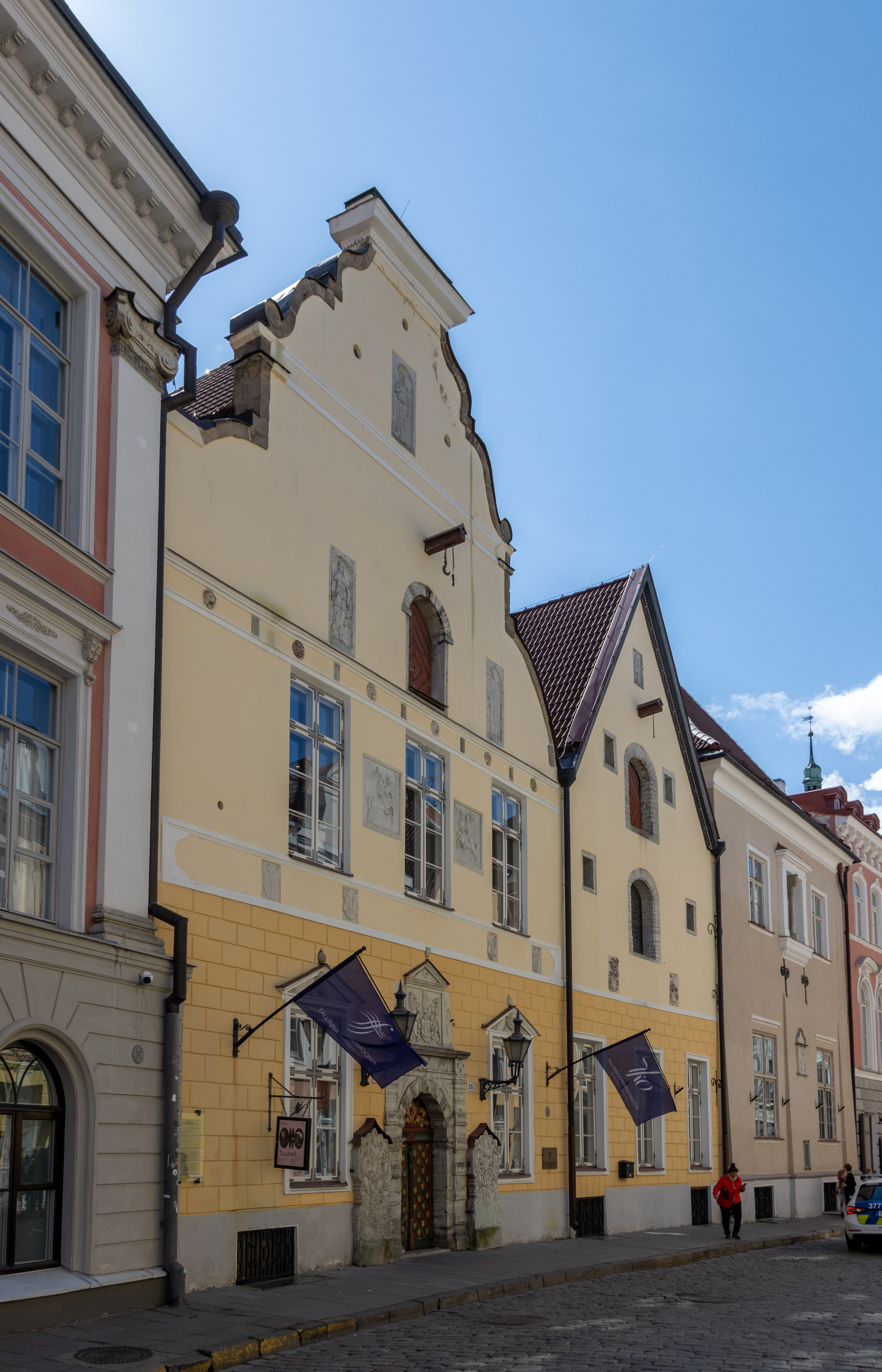
Дом Черноголовых

Аналогично Дому Черноголовых в Риге, в Таллине также существовал Дом Черноголовых на улице Пикк, который единственный из всех домов Братства остался нетронутым до XXI века. Братство Черноголовых объединяло неженатых немецких торговцев на территории Ливонии и просуществовало в Таллине с начала XV века до 1940 года. Фасад здания выполнен в стиле Голландского Возрождения XVI века. На фасаде находятся гербы городов-членов Ганзы: Брюгге, Новгорода, Лондона и Бергена. Российские императоры Пётр I, Павел I и Александр I были почётными членами Братства и посещали Дом Черноголовых.
В Нижнем городе сохранились средневековые дома торговцев, в первую очередь периода расцвета ганзейского города, наиболее характерными являются архитектурные комплексы «Три сестры» (д. 71 на улице Пикк), «Три брата» (дом 38 на улице Лай), «Отец и сын» (дом 1 на улице Кунинга), дома 23 и 29 на улице Лай, ресторан Peppersack на площади Вана-тург и др. В историческом доме № 17 на улице Вене обустроен Таллинский городской музей.
На территории Нижнего города работает старейшая из ныне действующих в Эстонии общеобразовательных школ — гимназия Густава Адольфа (открыта 6 июня 1631 года как Ревельская губернская гимназия).
В северной части Нижнего города рядом с башней «Толстая Маргарита» в 1996 году был открыт мемориал «Прерванная линия» в память о трагическом крушении парома «Эстония», в котором погибли 852 человека.
В советские времена Старый город часто выступал кинодекорациями городов средневековой Европы и не только.
Улицы
Посетивший Таллин в канун 1821 года Александр Бестужев-Марлинский в своем «Путешествии в Ревель» писал об улицах Старого города: «кружатся, переплетаются, выходят друг из друга, но ни одна другой, ни одна самой себе не следует».
Посетивший в 1954 году Таллин Константин Паустовский был впечатлён «живописной и головокружительной путаницей узких улиц», шофёр их машины остановился в растерянности — «как тут проедешь, когда угол древнего дома закрывает перекрёсток и негде развернуться, чтобы объехать его и не зацепить! Мы не ехали, а протискивались по тёмным щелям этих улиц, по коротким мостам, мимо серых башен с бойницами, мимо витрин, заваленных разноцветными товарами, задевая верхом машины ветки деревьев, с опаской пробирались по краю крутых каменных спусков или у подножия подпорных стен, заросших ползучими кустами. Из этих стен сочилась и журчала вода»
Айда

Аптеэги

Бёрси-Кяйк

Бремени-Кяйк

Вайму

Валли

Вана-Виру

Вана-Пости

Вана-тург

Ванатуру-каэл

Вене

Виру

Вооримехе

Вяйке-Карья

Вяйке-Клоостри

Гюмнаазиуми

Дункри

Катарийна-Кяйк

Кинга

Кооли

Куллассепа

Кунинга

Лаборатоориуми

Лай

Люхике-Ялг

Мюйривахе

Мунга

Мюнди

Нигулисте

Нунне

Олевимяги

Олевисте

Пагари

Пикк

Пюхавайму

Сайаканг

Сауна

Сулевимяги

Суур-Карья

Суур-Клоостри

Сууртюки

Ратаскаэву

Раэкоя

Рюйтли

Толли

Уус

Хобузепеа

Харью

## Галерея

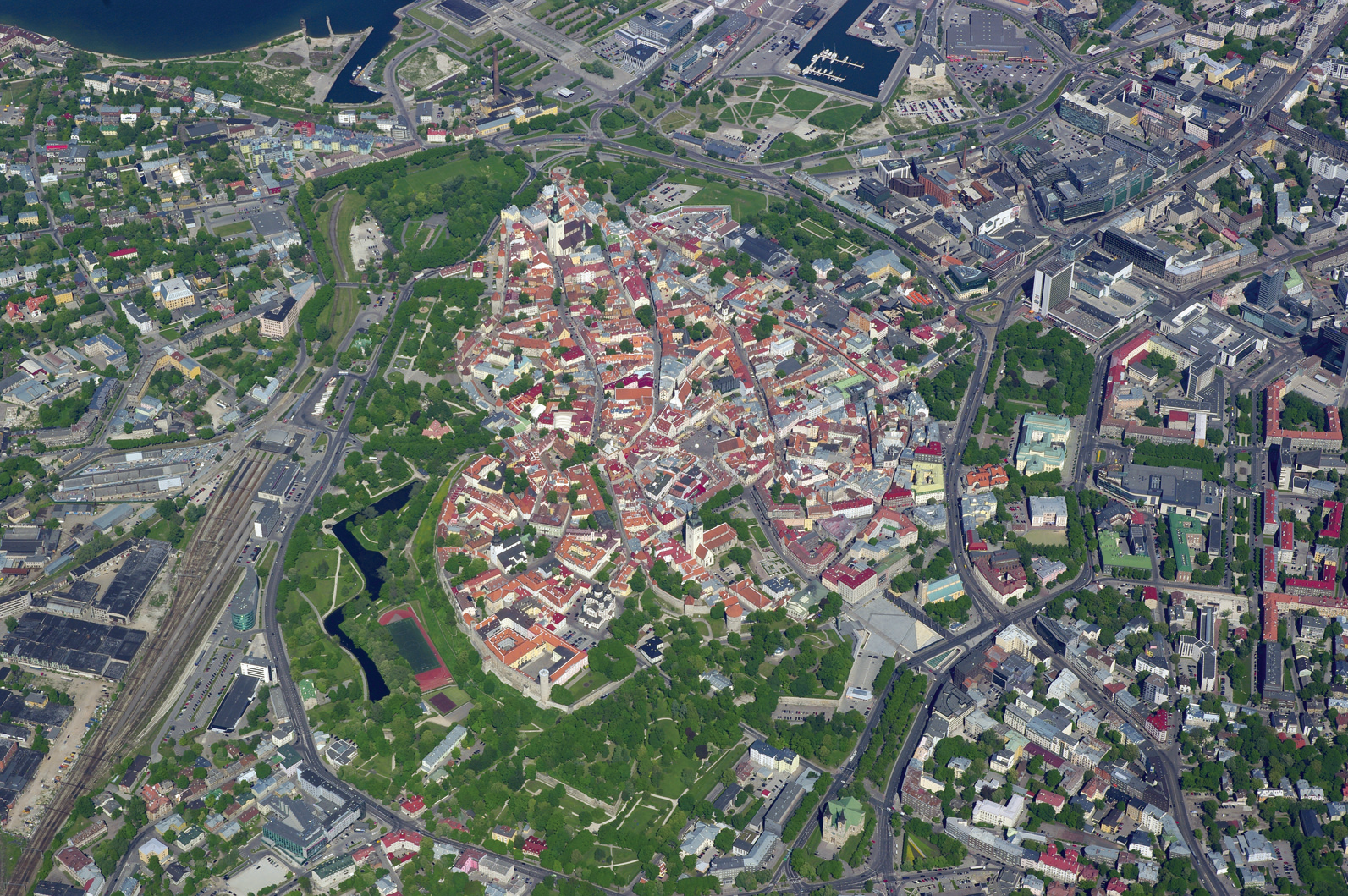
Старый город (в центре) с воздуха
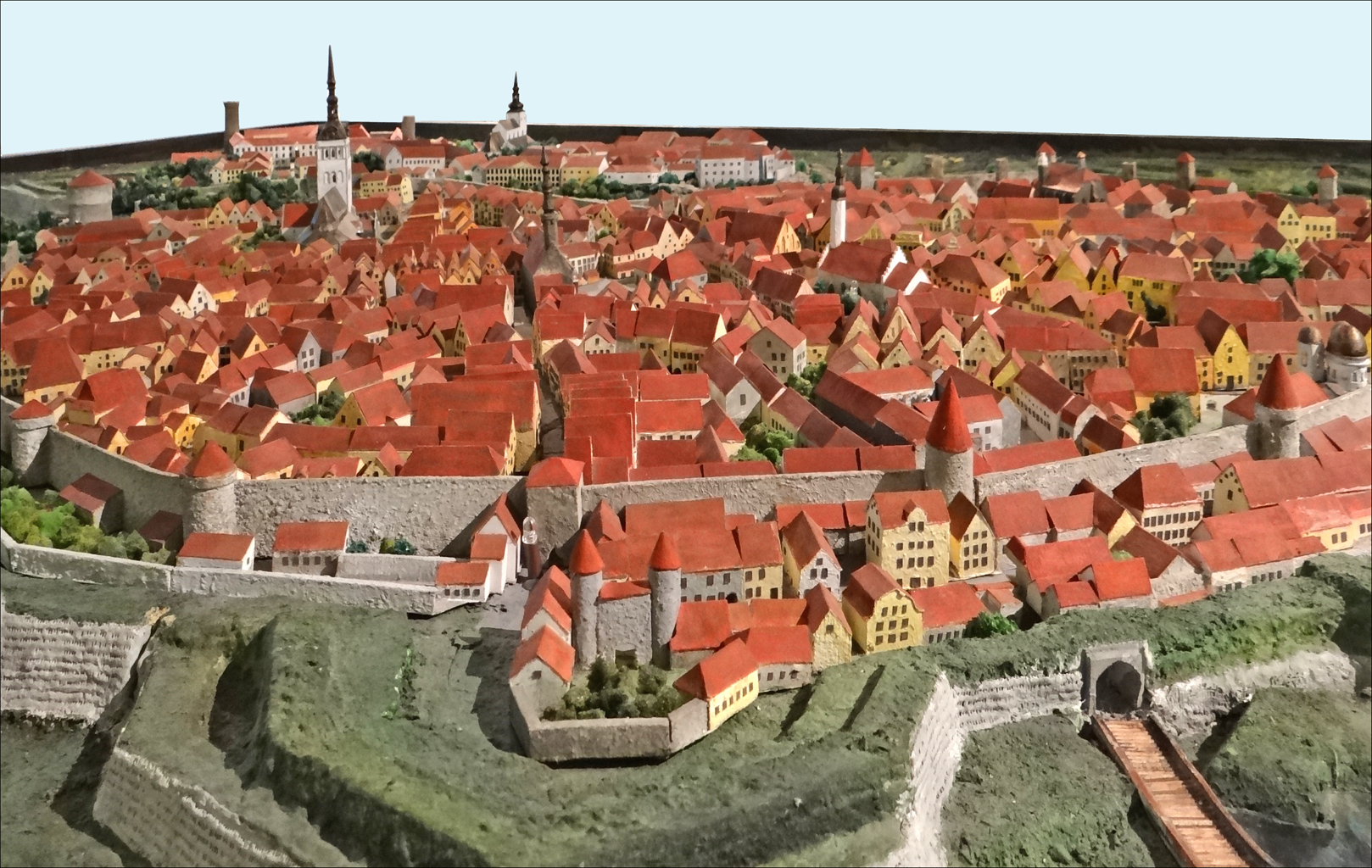
Макет Старого города в Таллинском городском музее
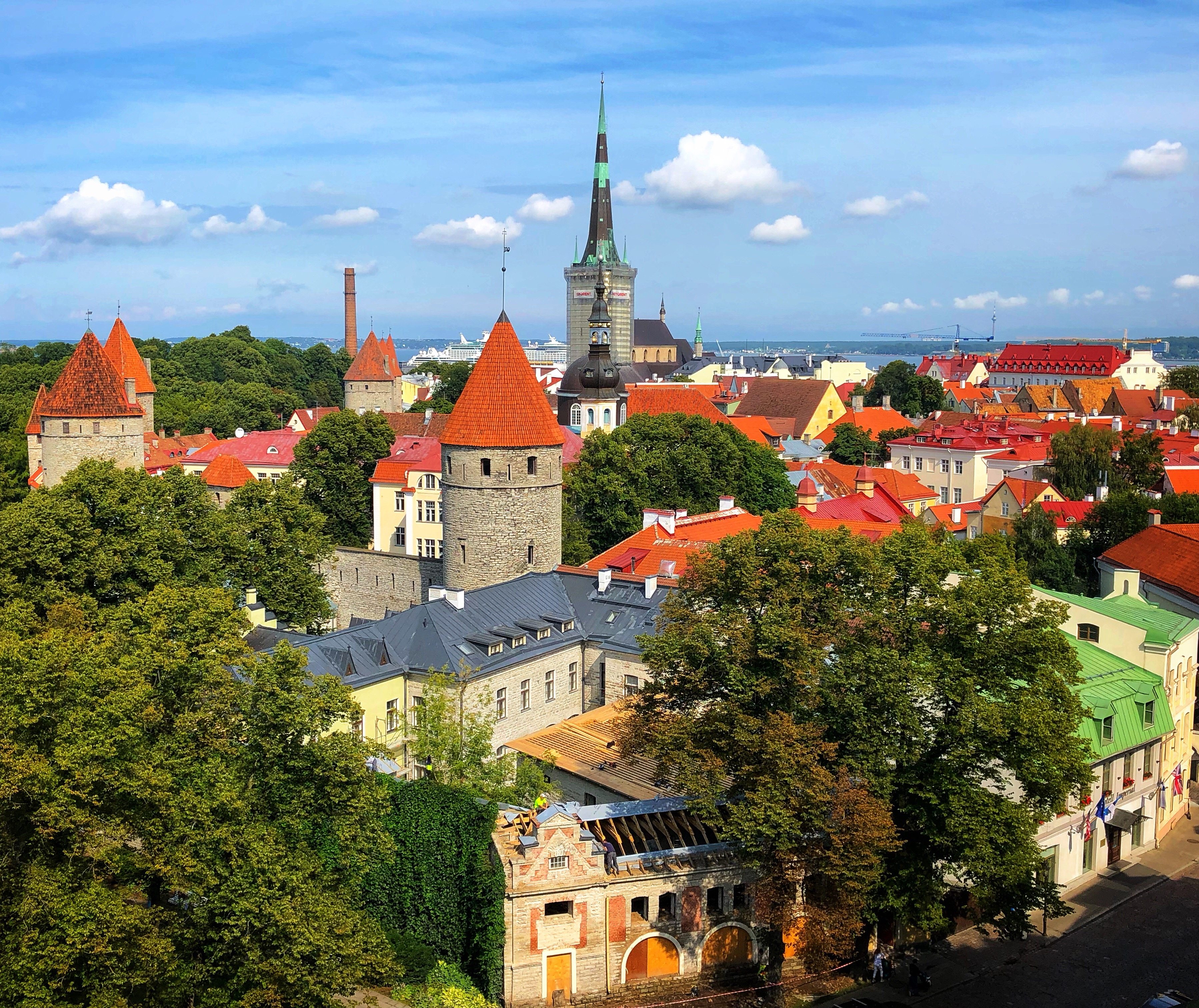
Вид на Старый город с Тоомпеа
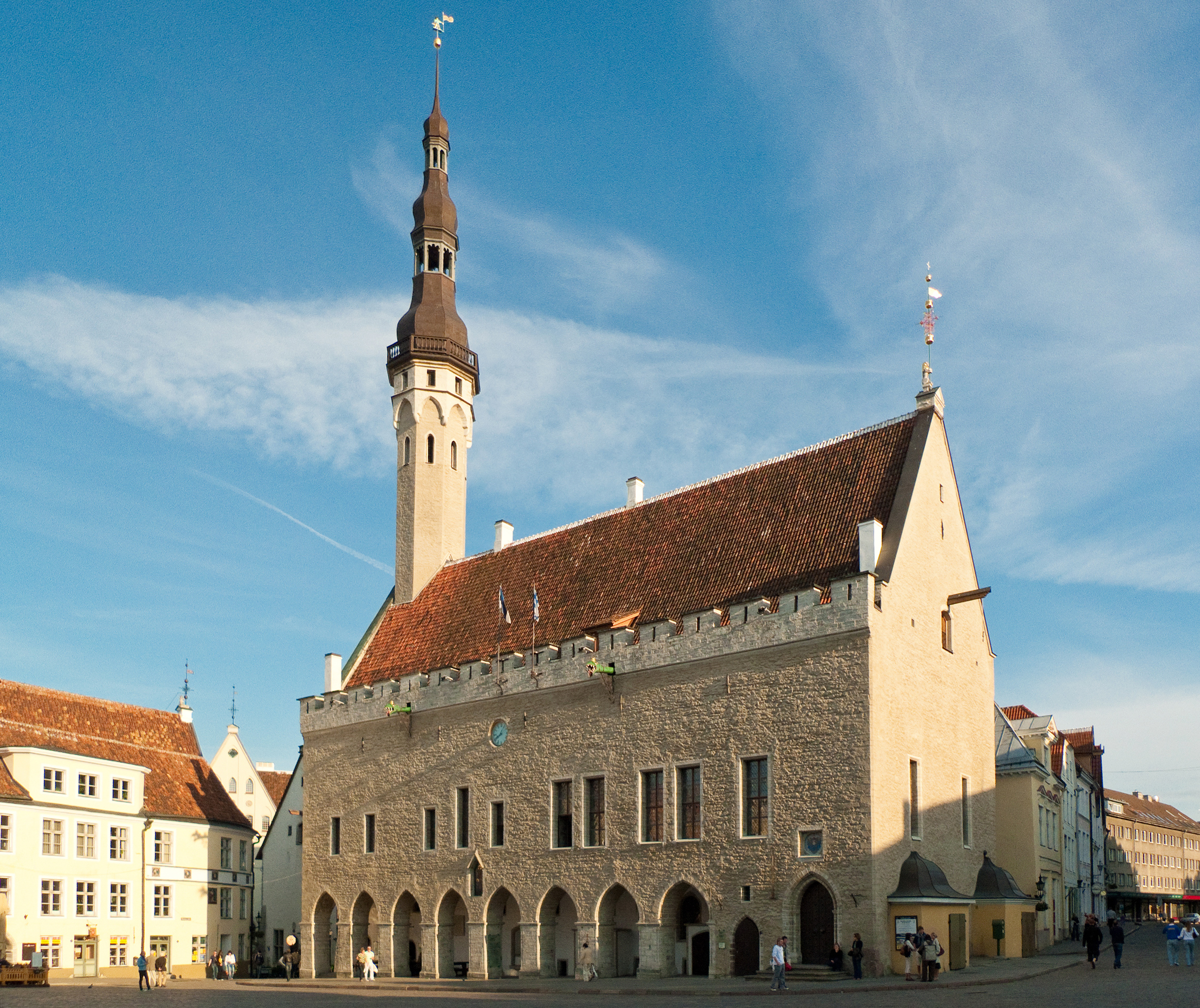
Ратуша
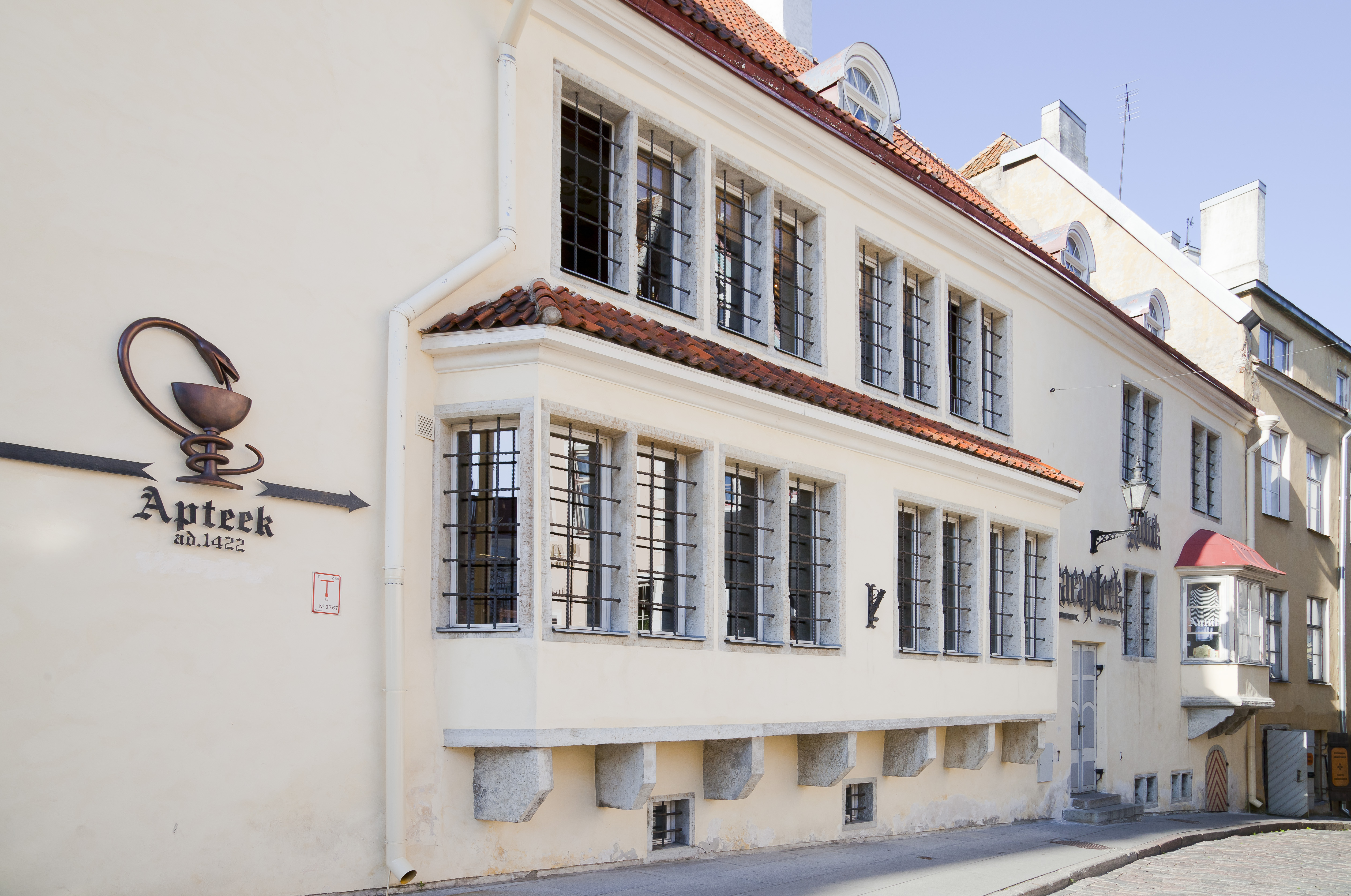
Ратушная аптека
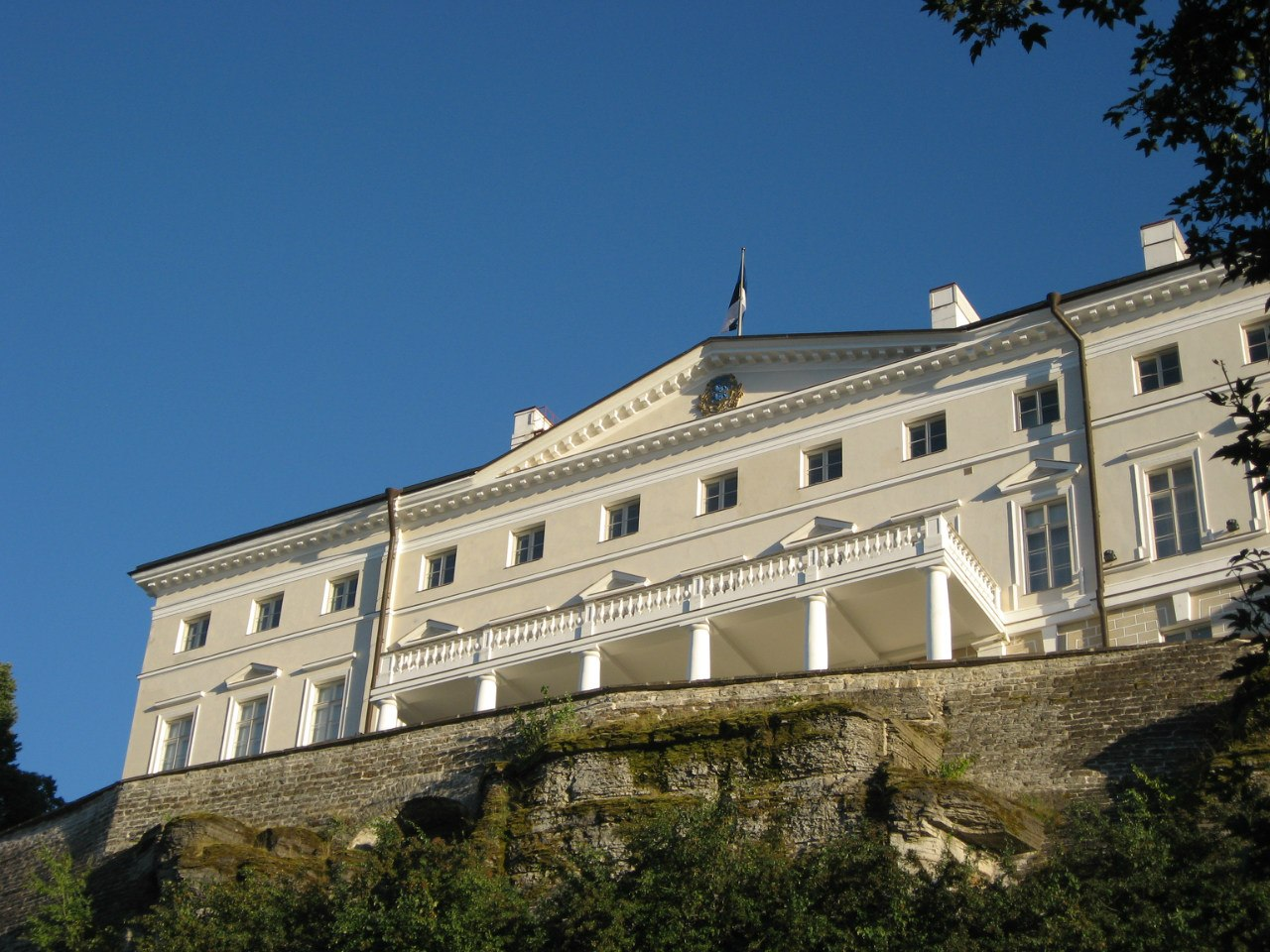
Дом Стенбока
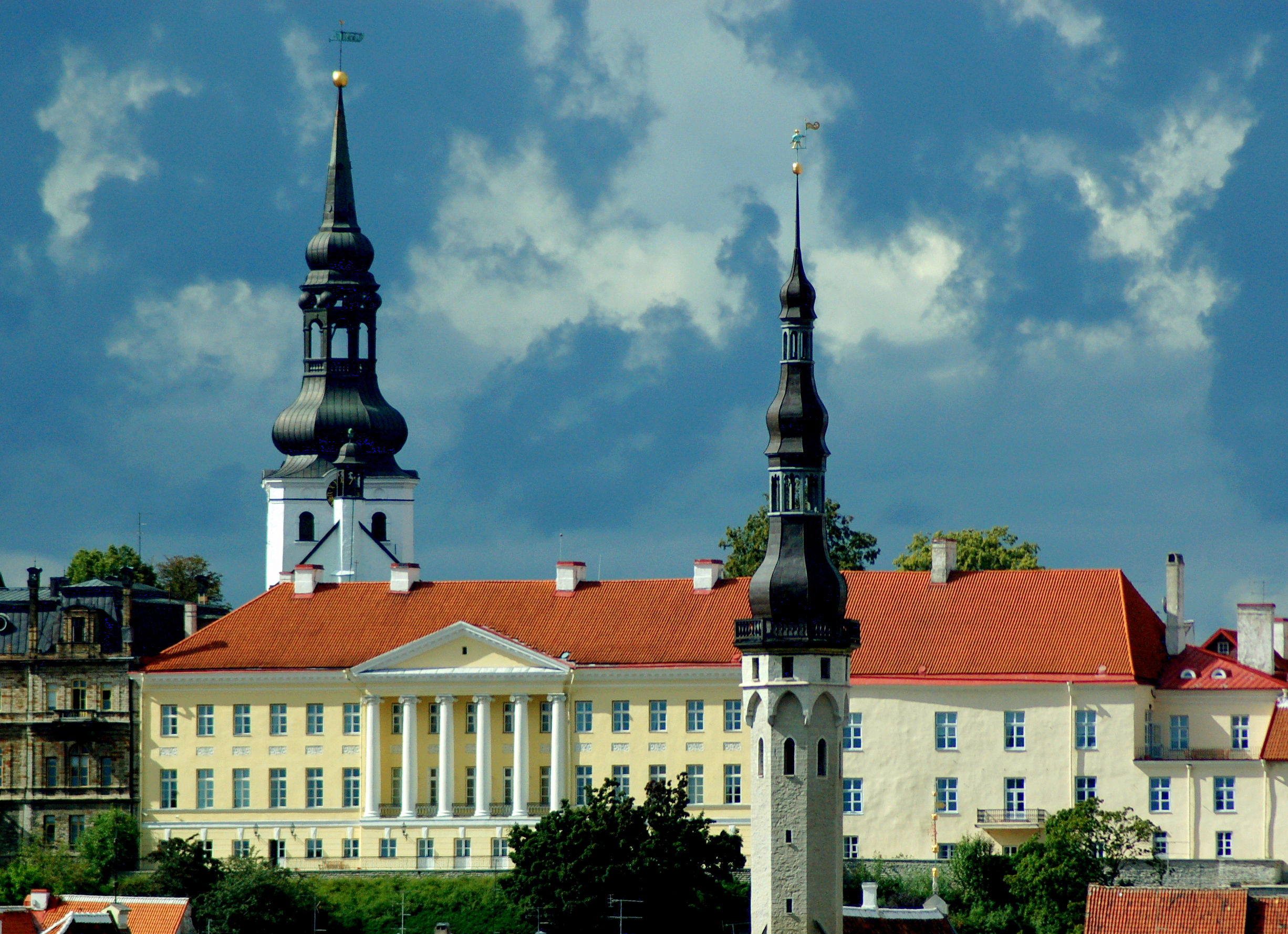
Дворец Каульбарса
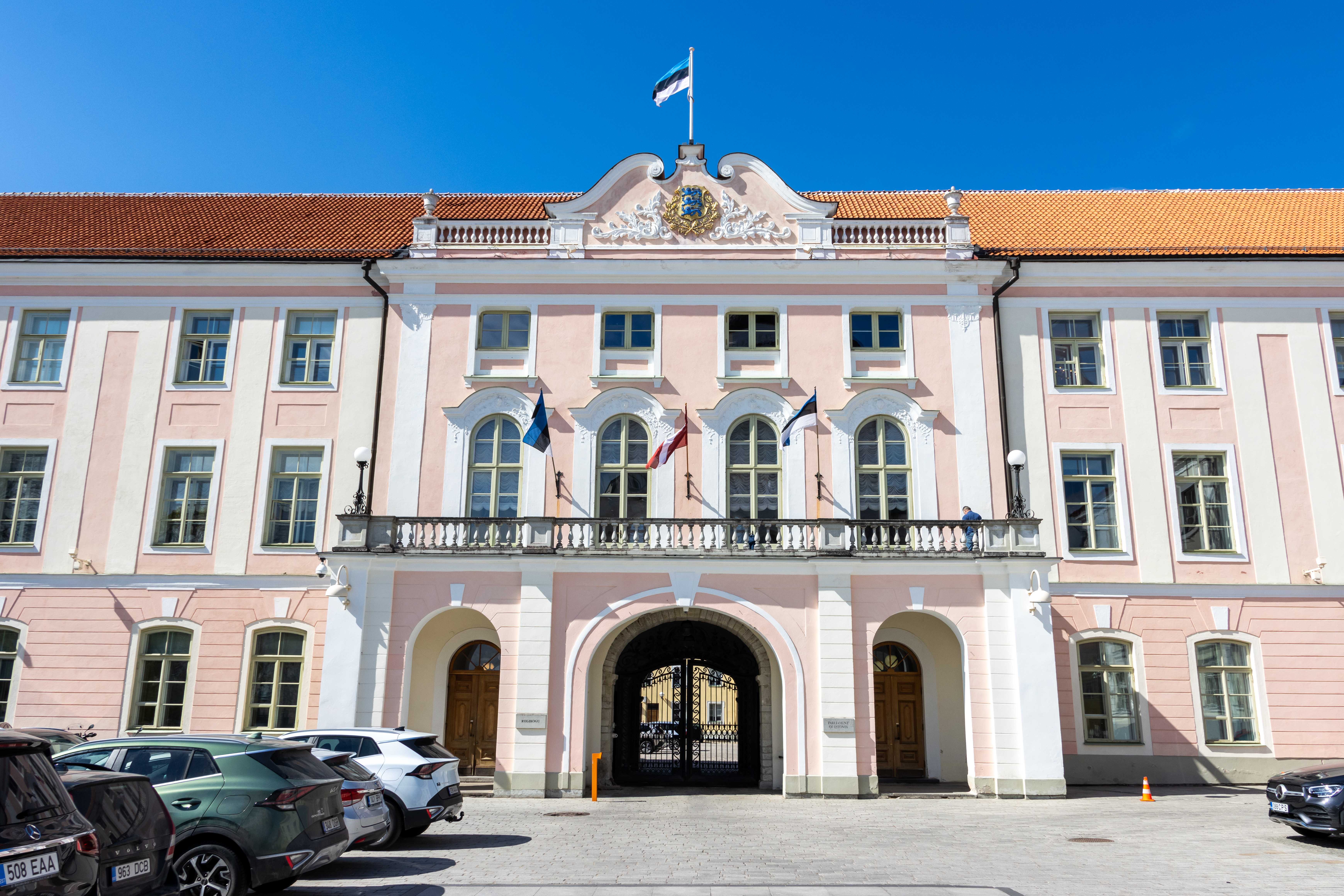
Здание парламента Эстонии
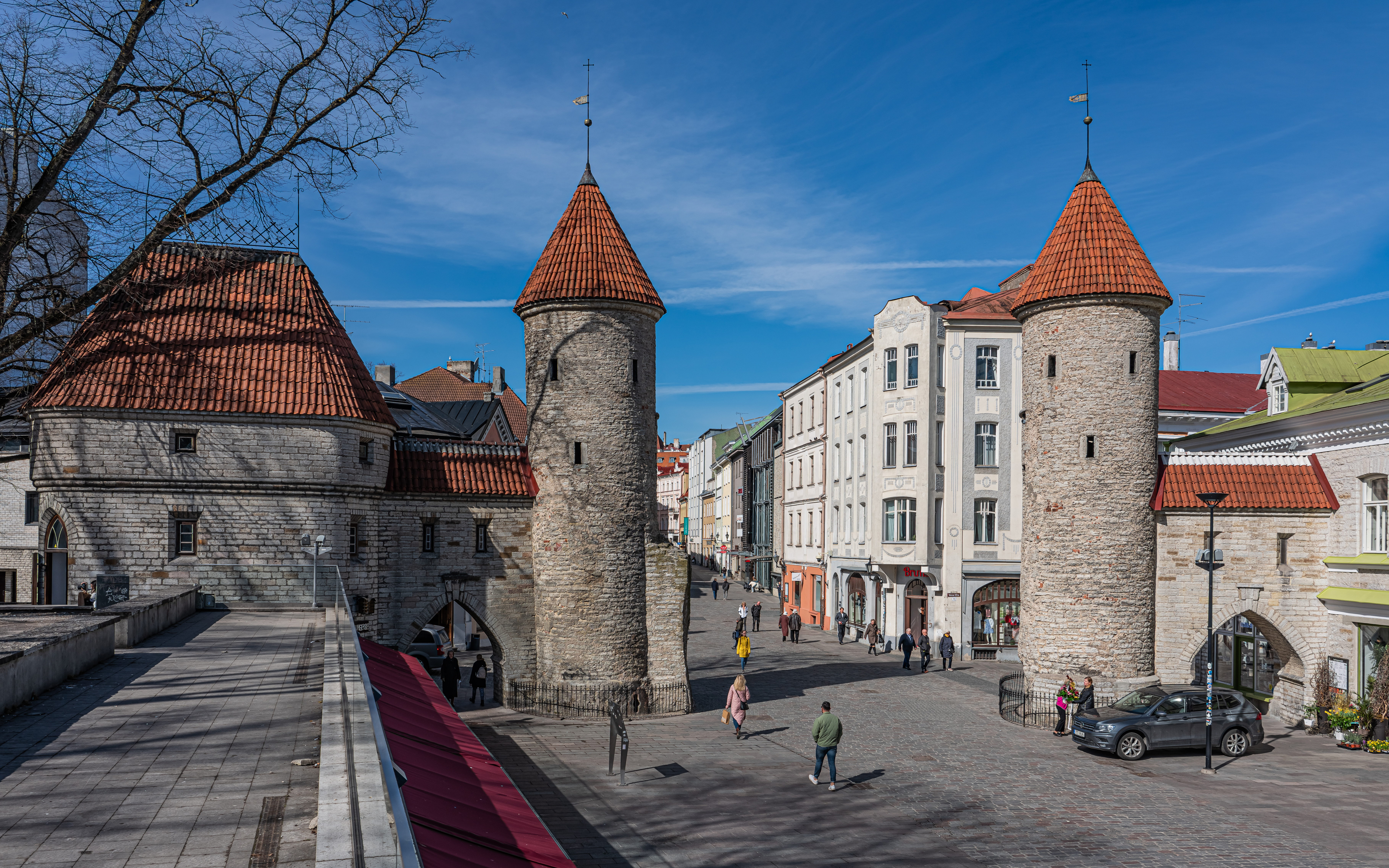
Вируские ворота
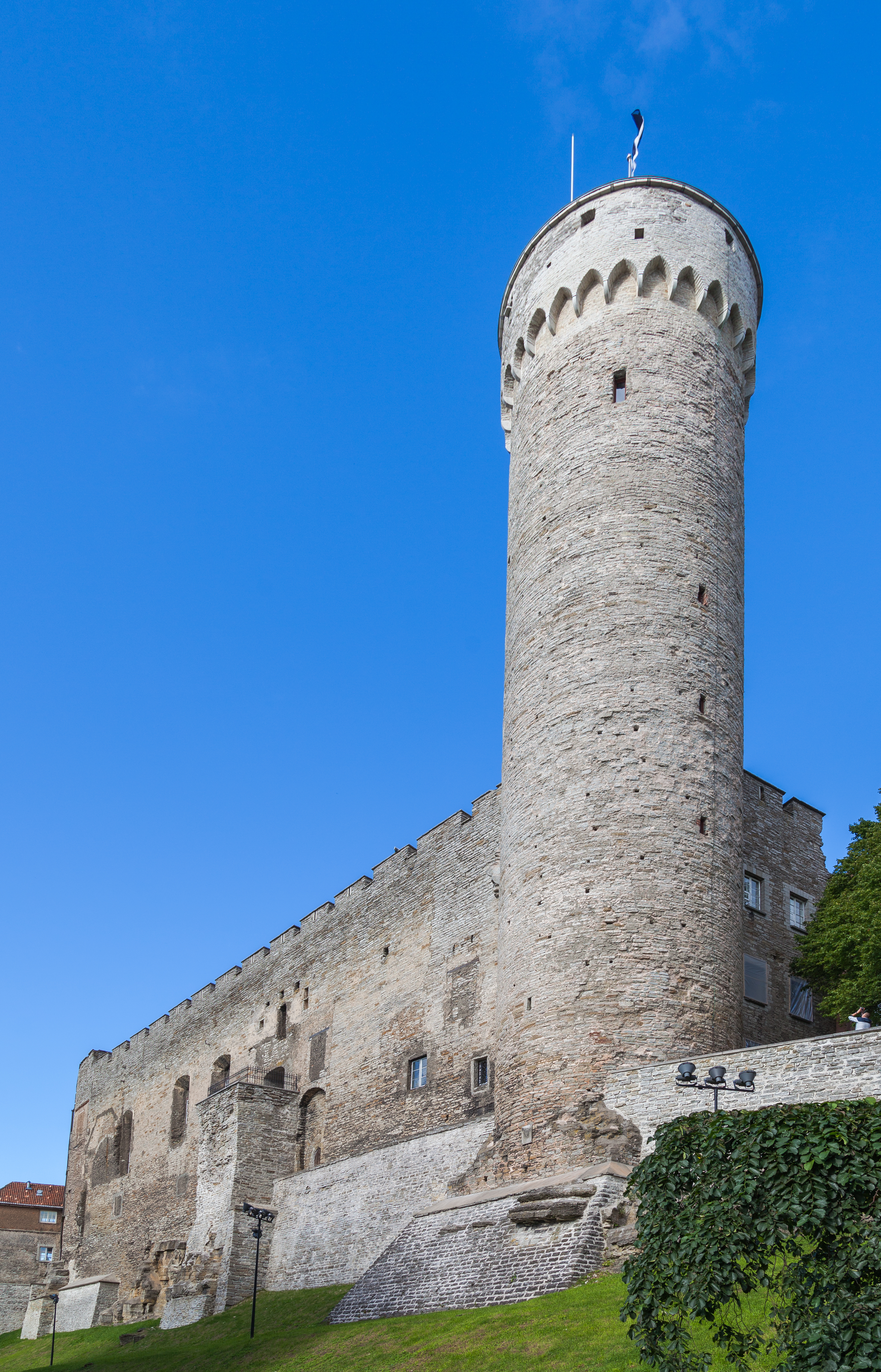
Башня «Длинный Герман»
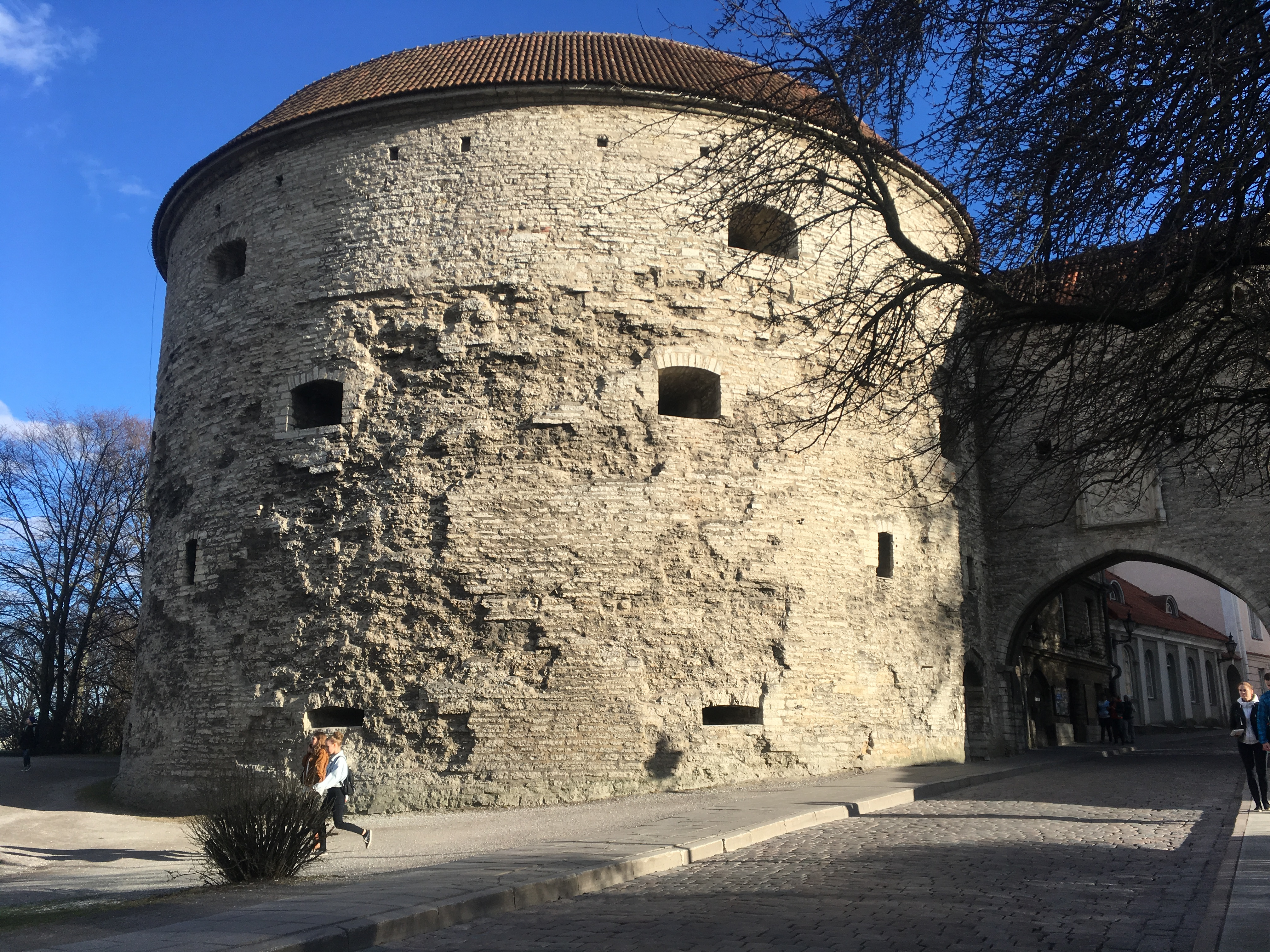
Башня «Тостая Маргарита» и Большие морские ворота
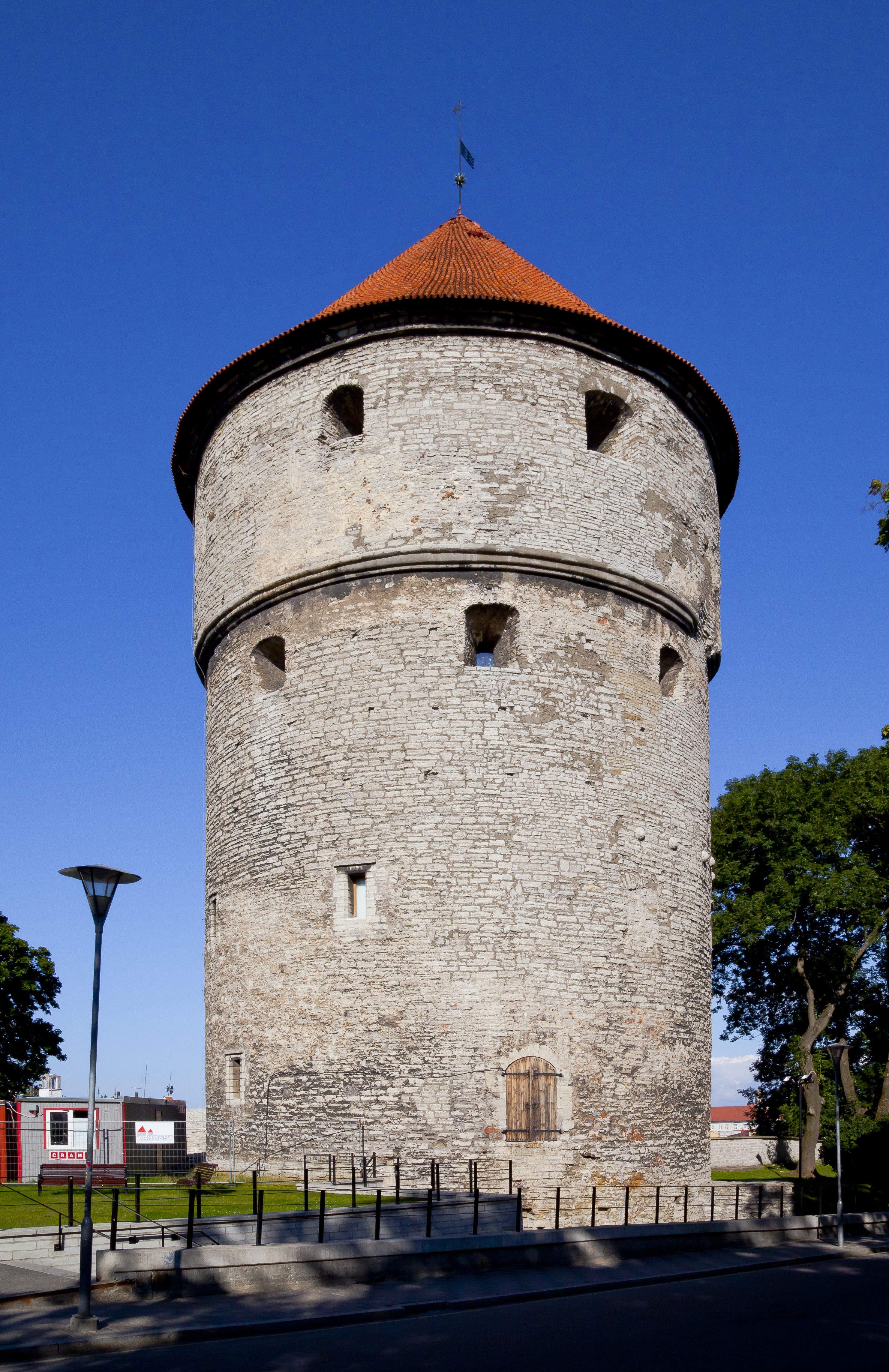
Башня Кик-ин-де-Кёк
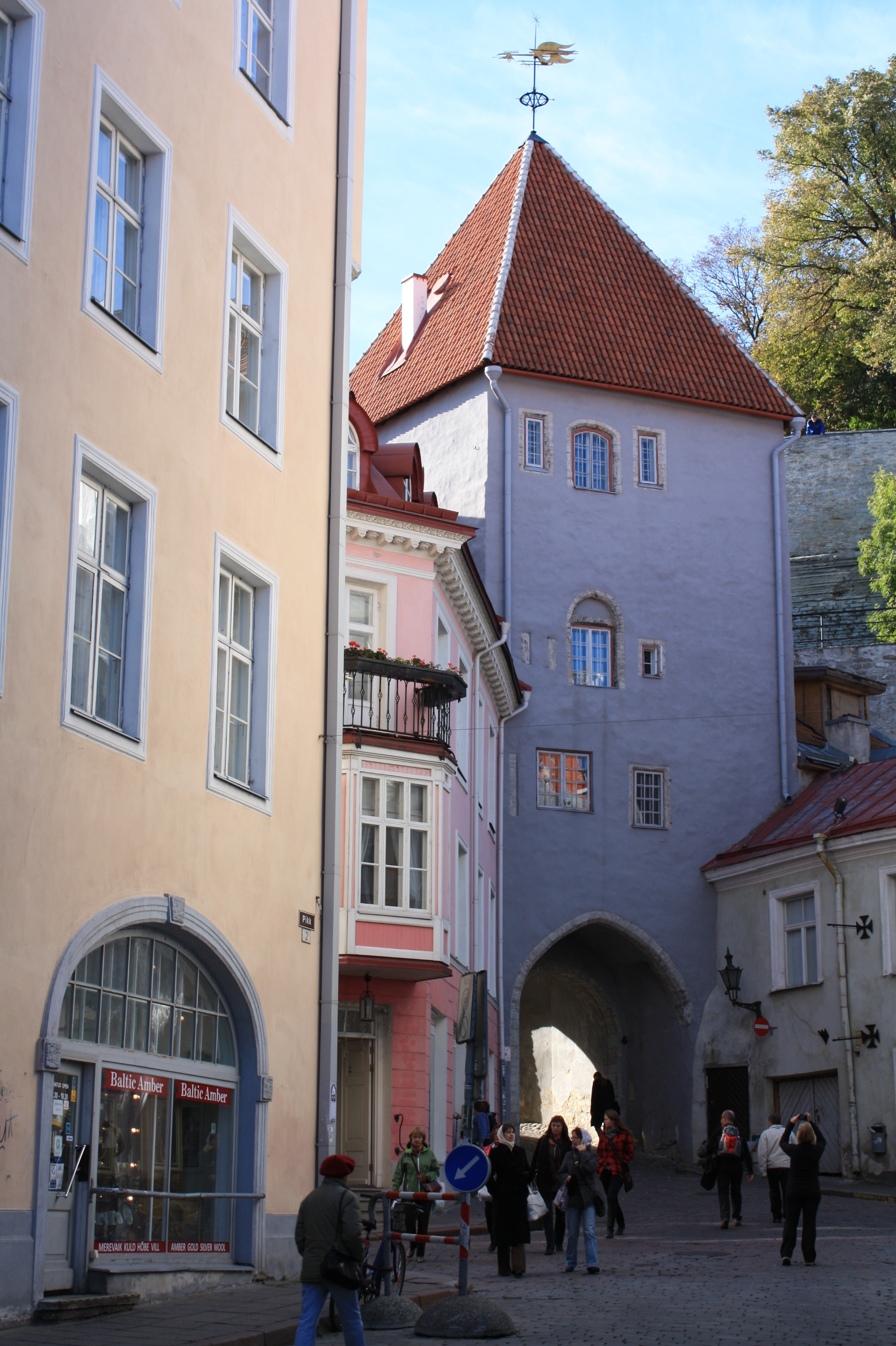
Башня Пикк-Ялг
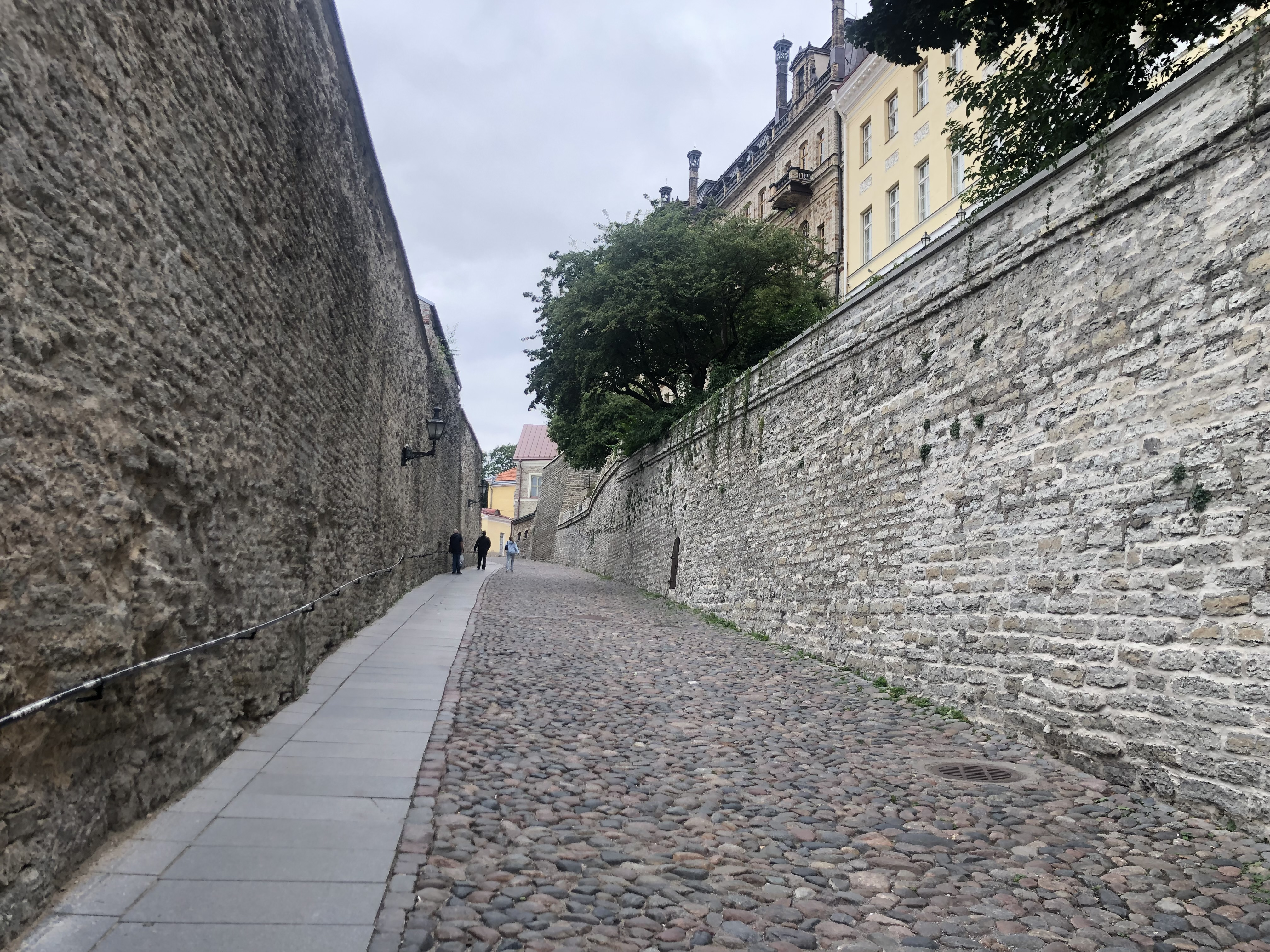
Улица Пикк-Ялг
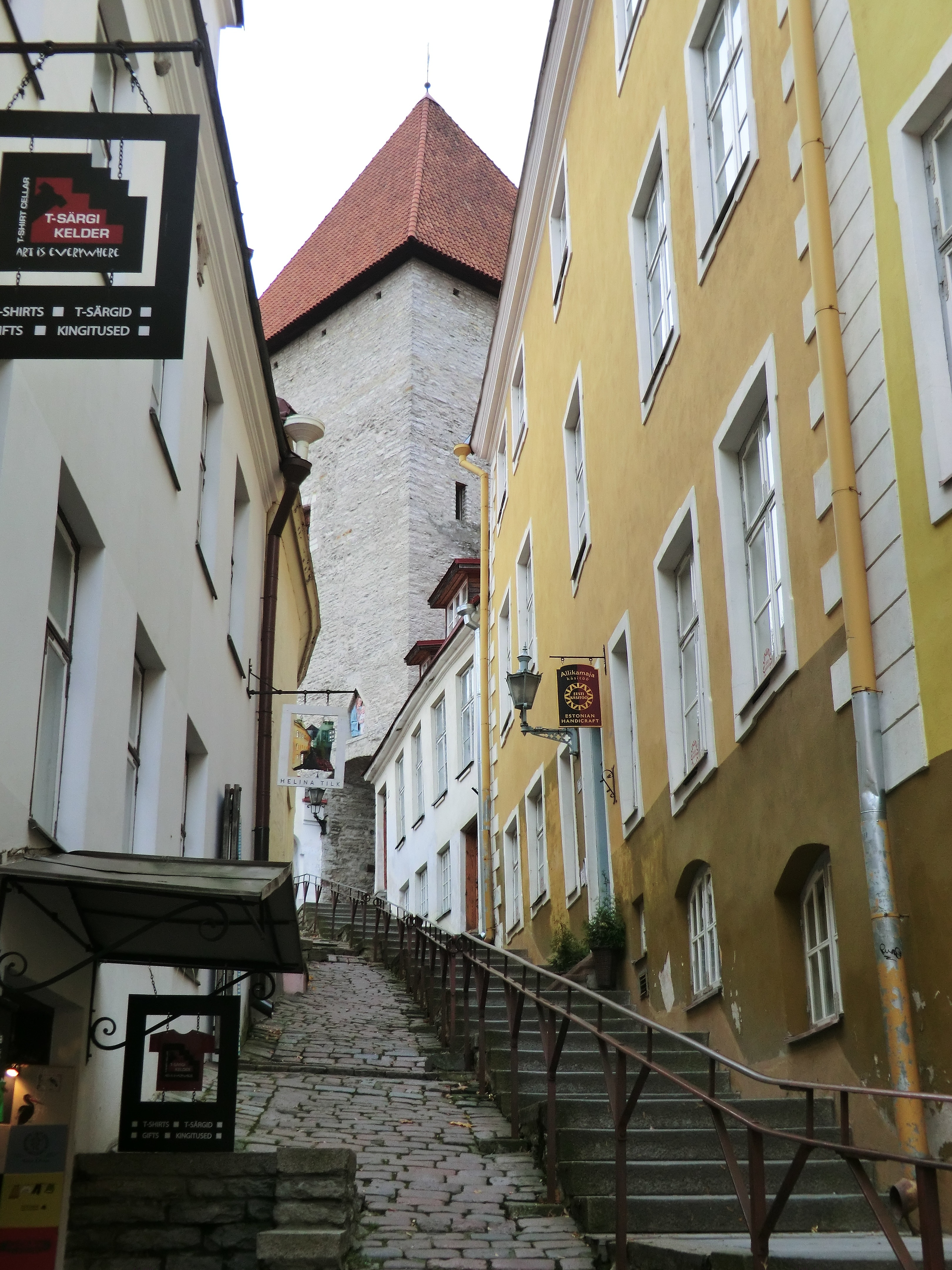
Улица Люхике-Ялг
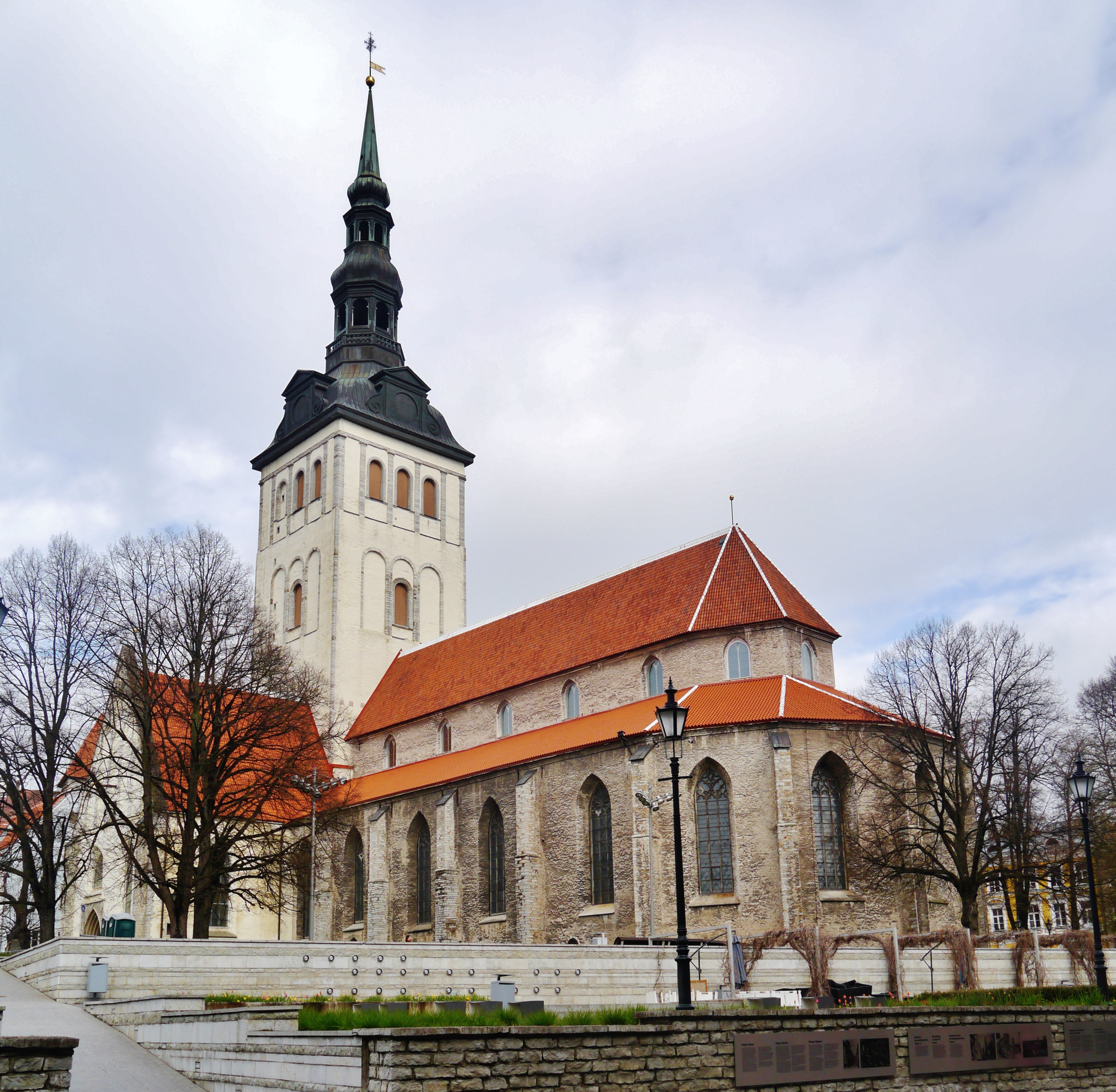
Церковь Нигулисте
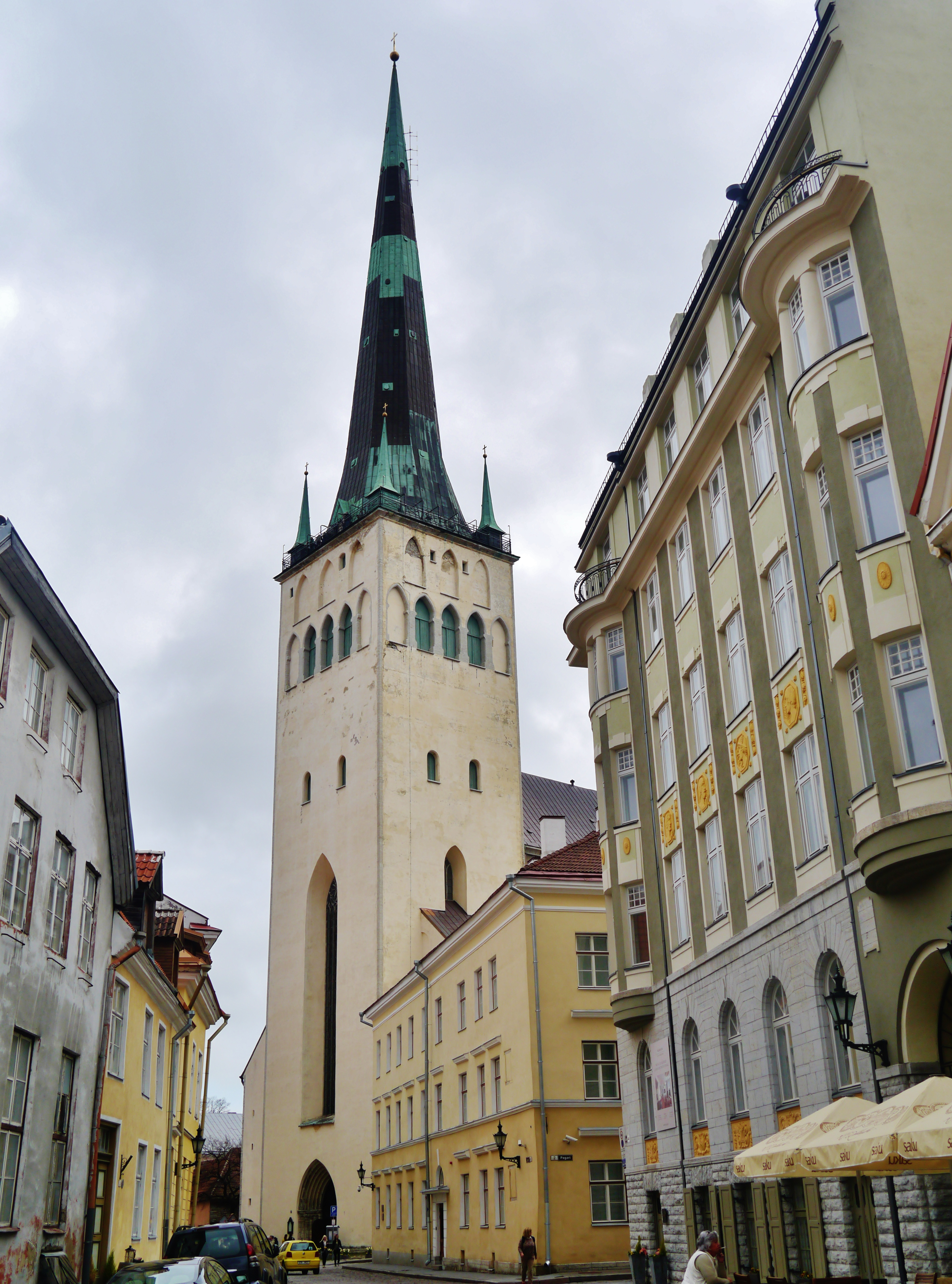
Церковь Олевисте
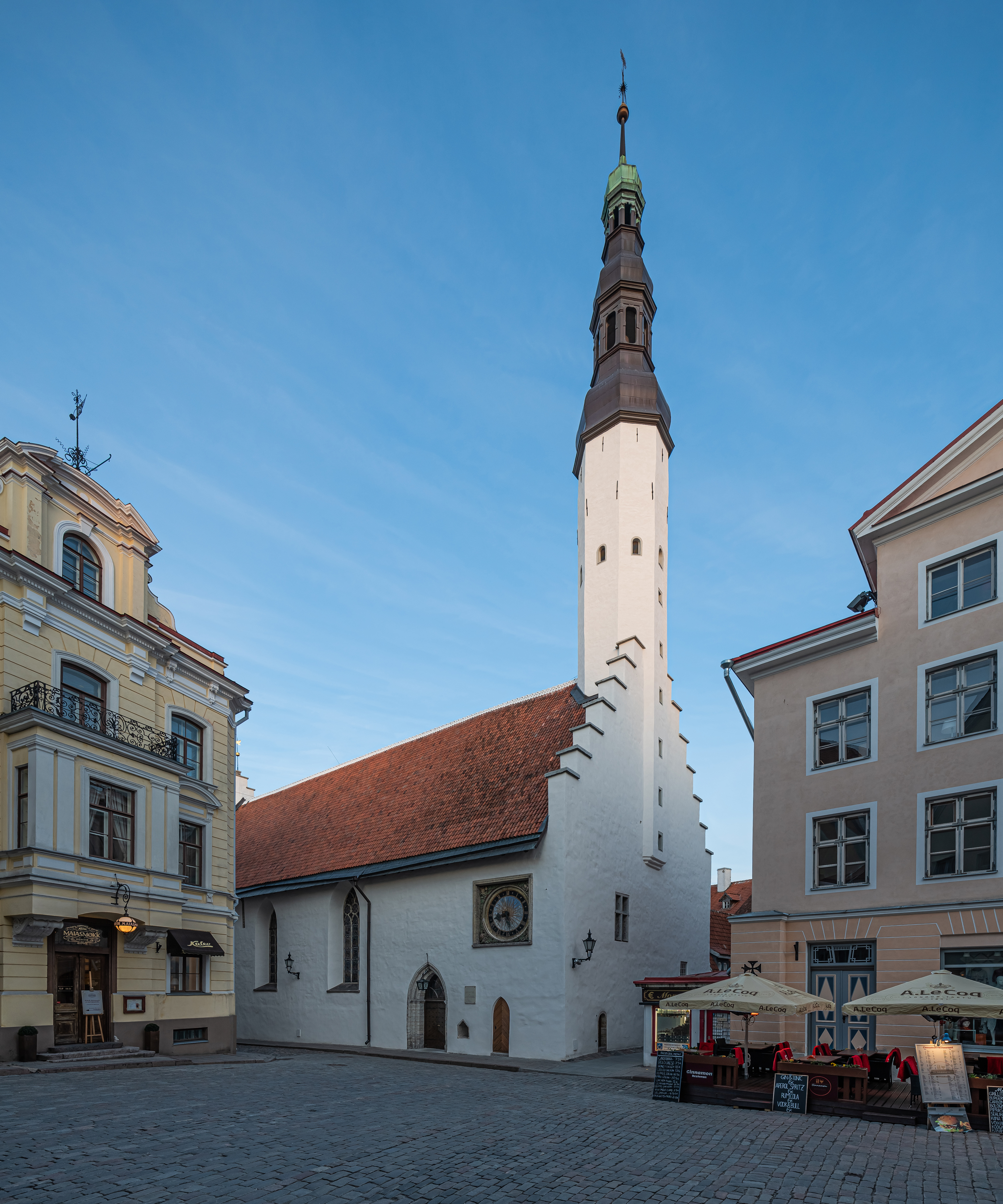
Церковь Святого Духа
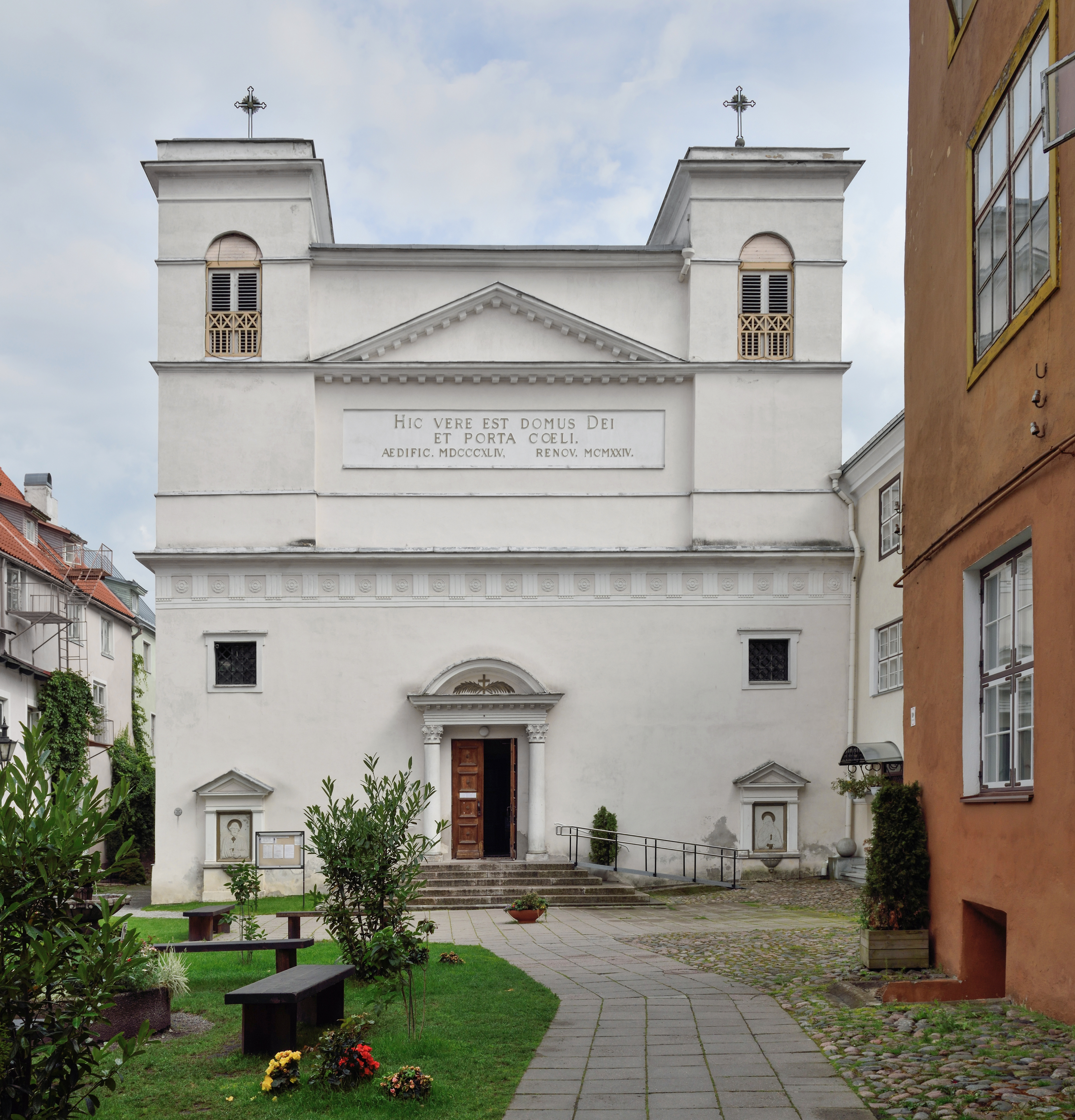
Собор Петра и Павла
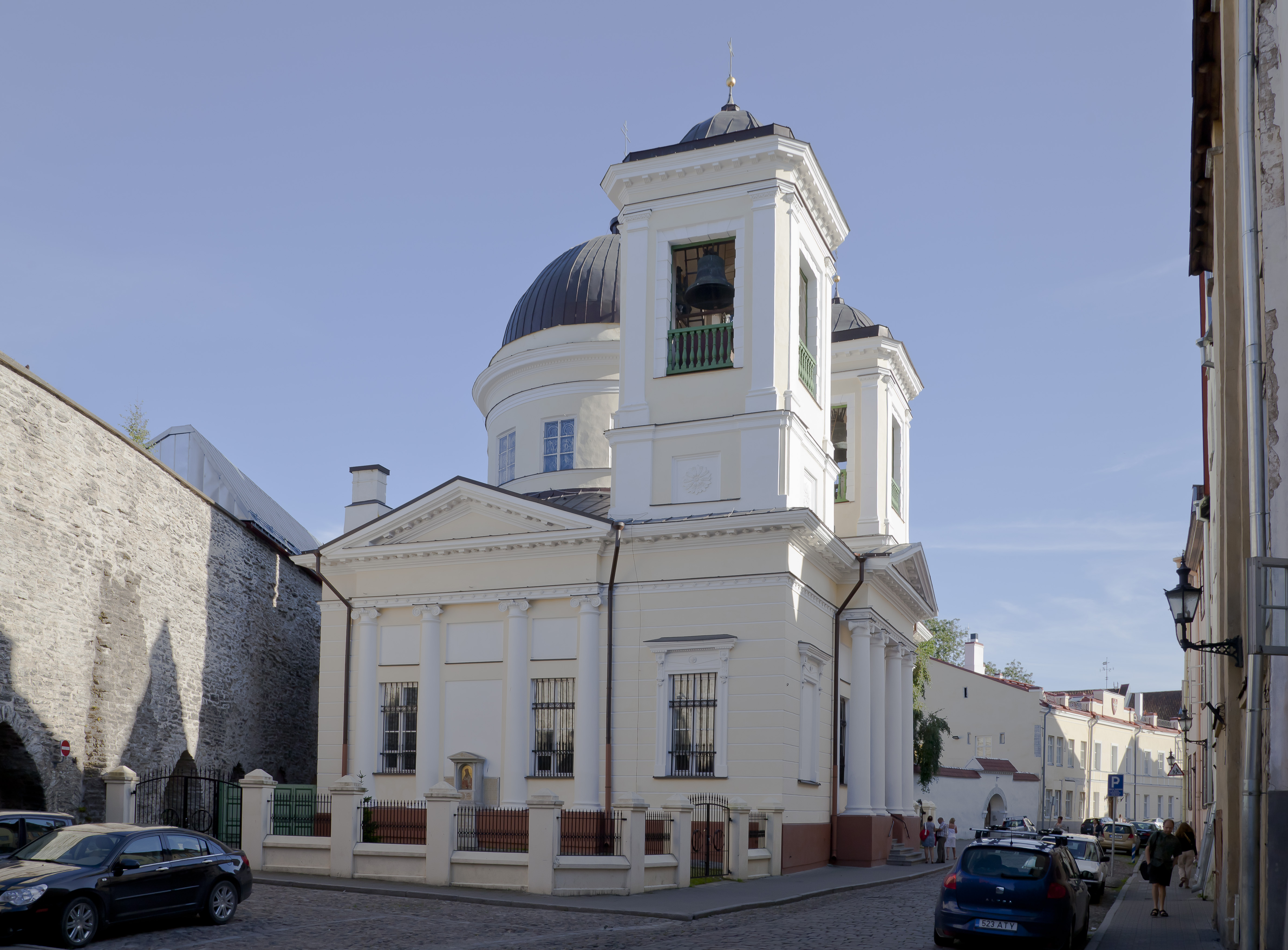
Никольская церковь
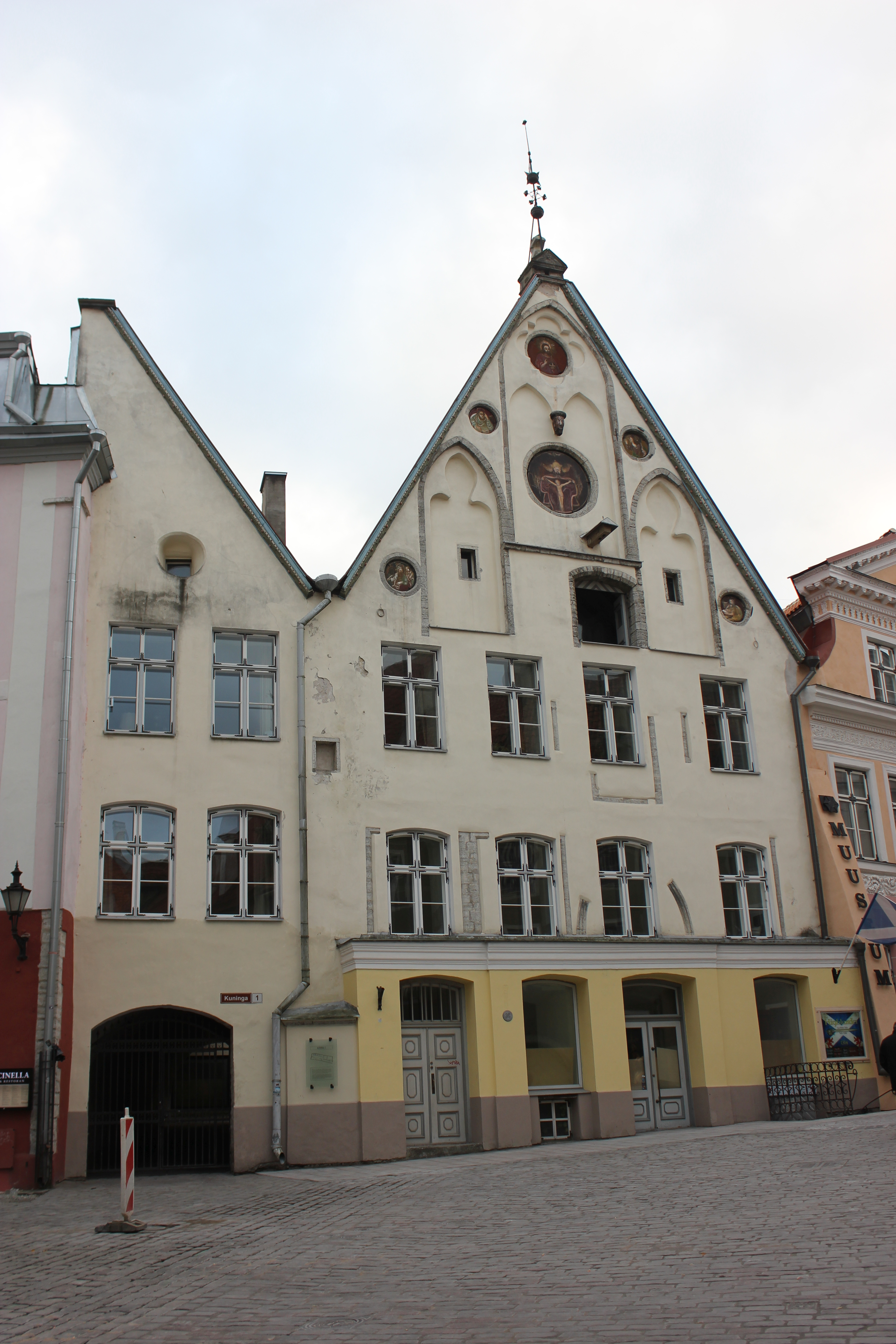
Дома «Отец и сын»
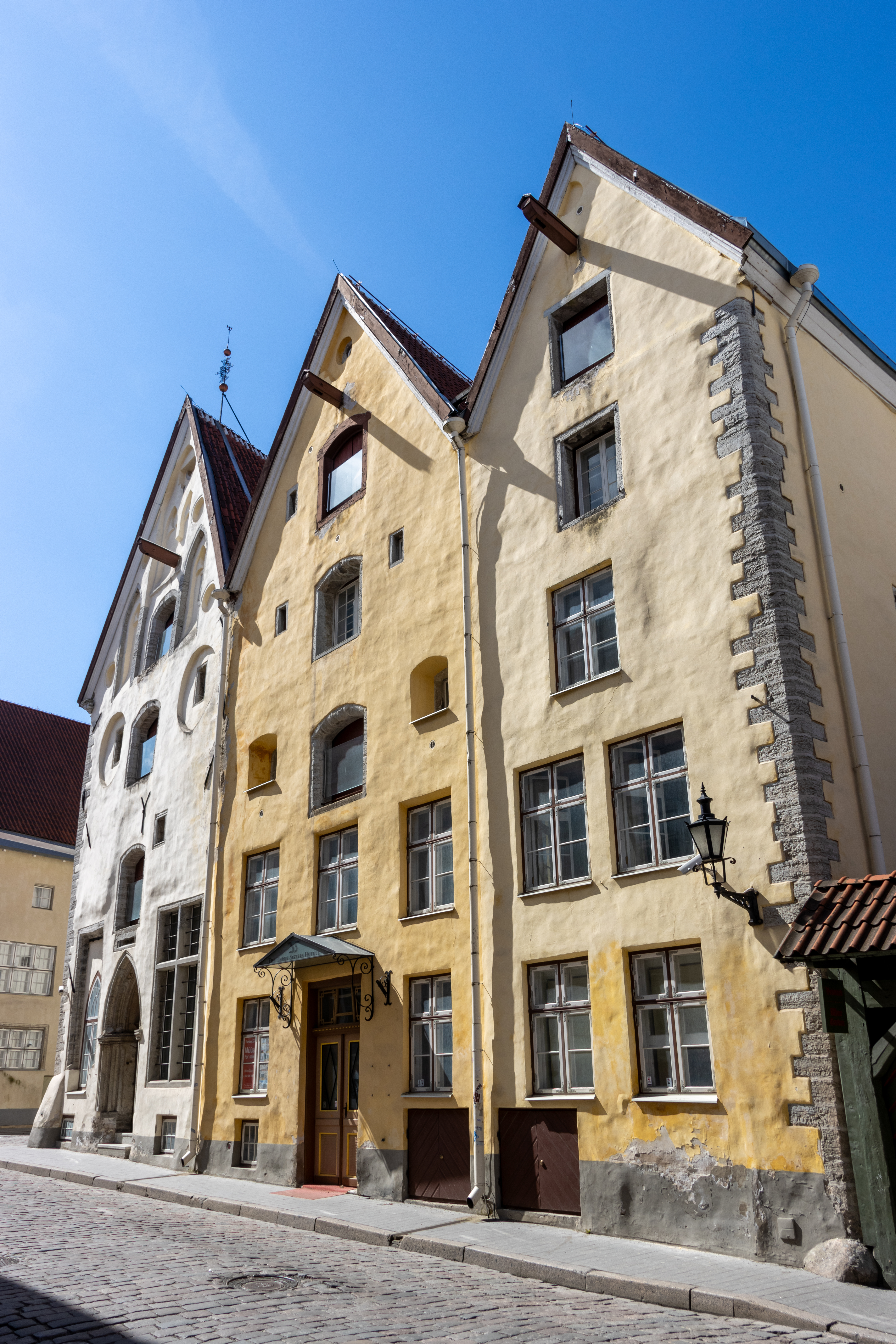
Дома «Три сестры»
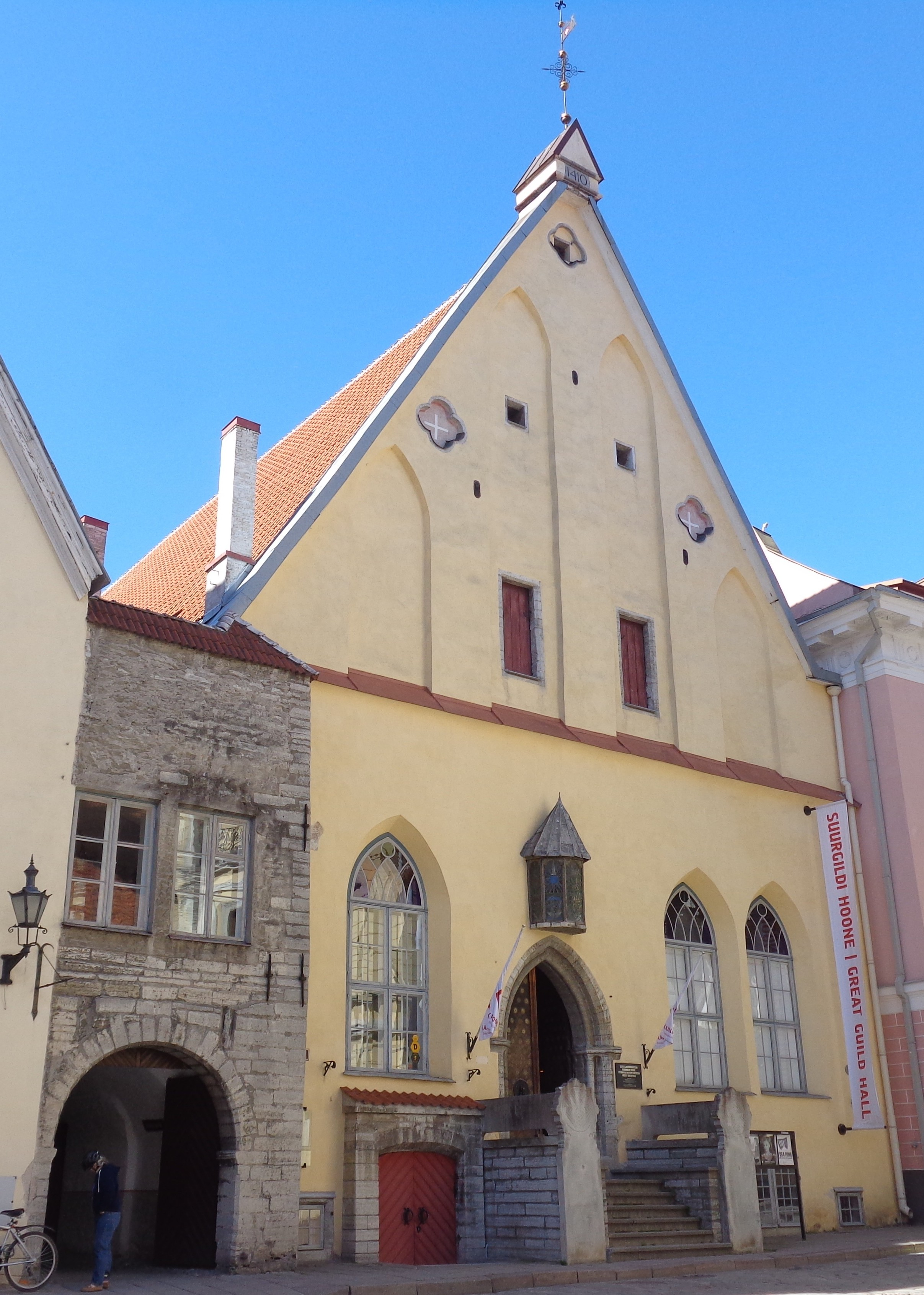
Здание «Большой гильдии»
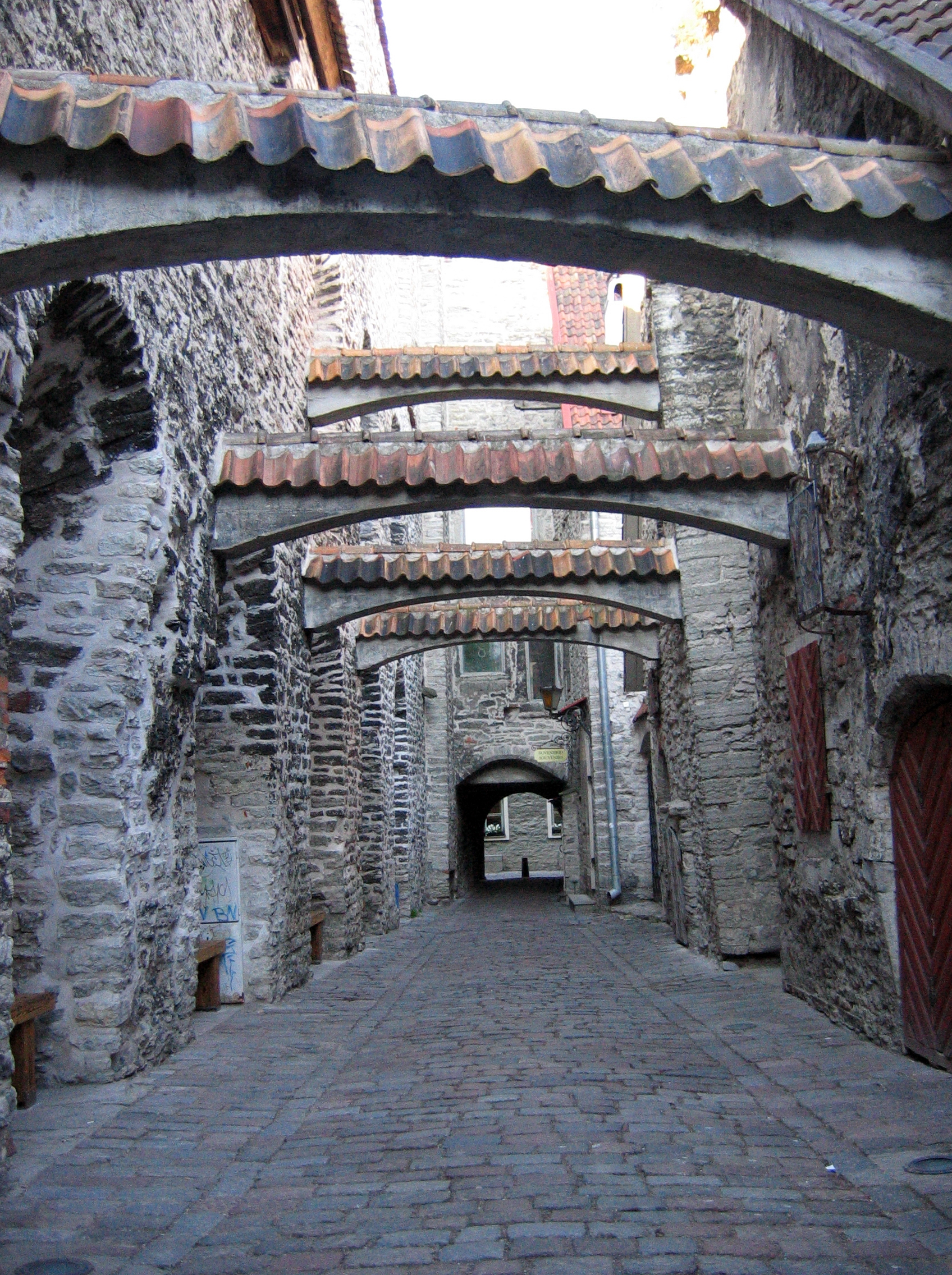
Проход Катарины
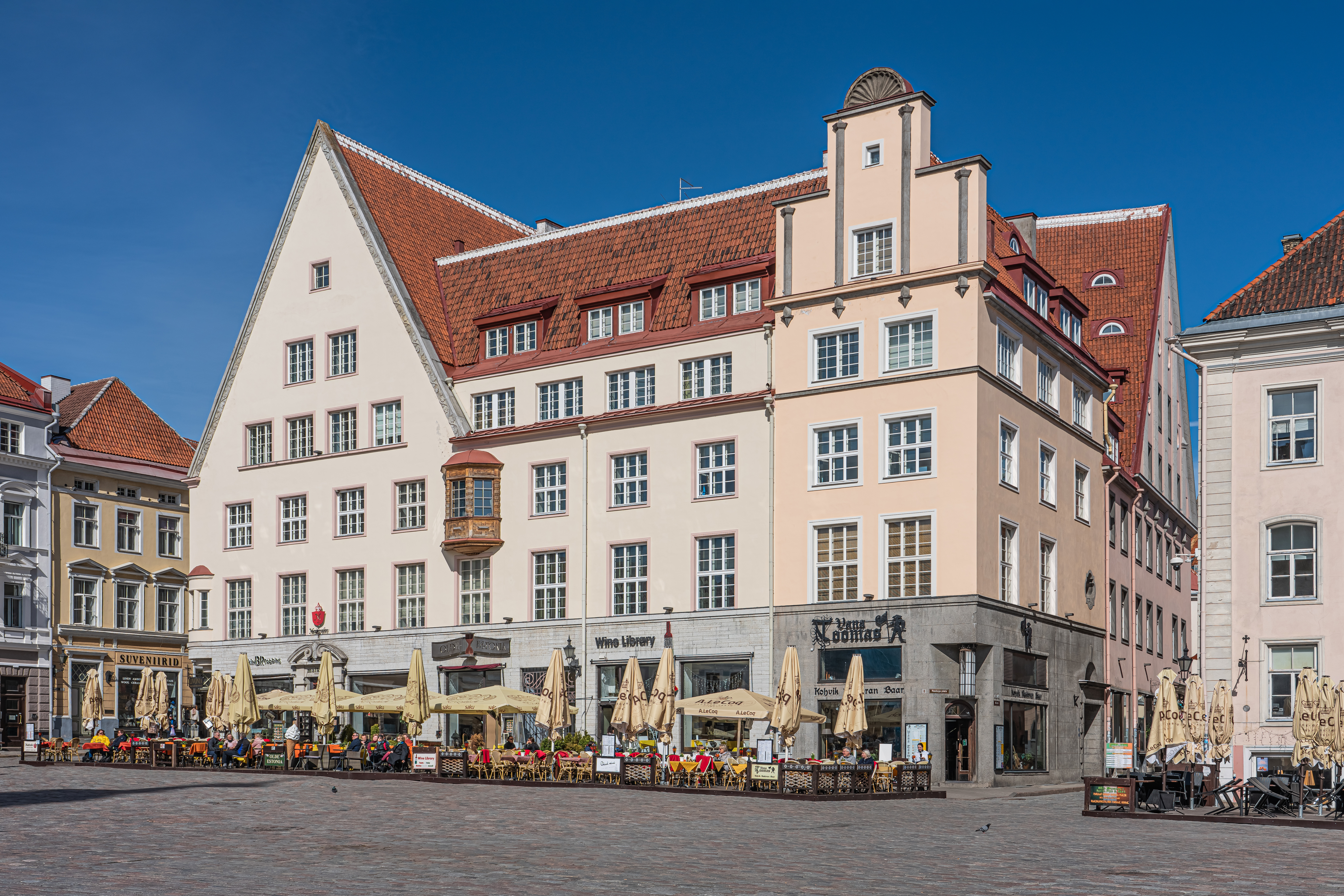
Дом Егорова
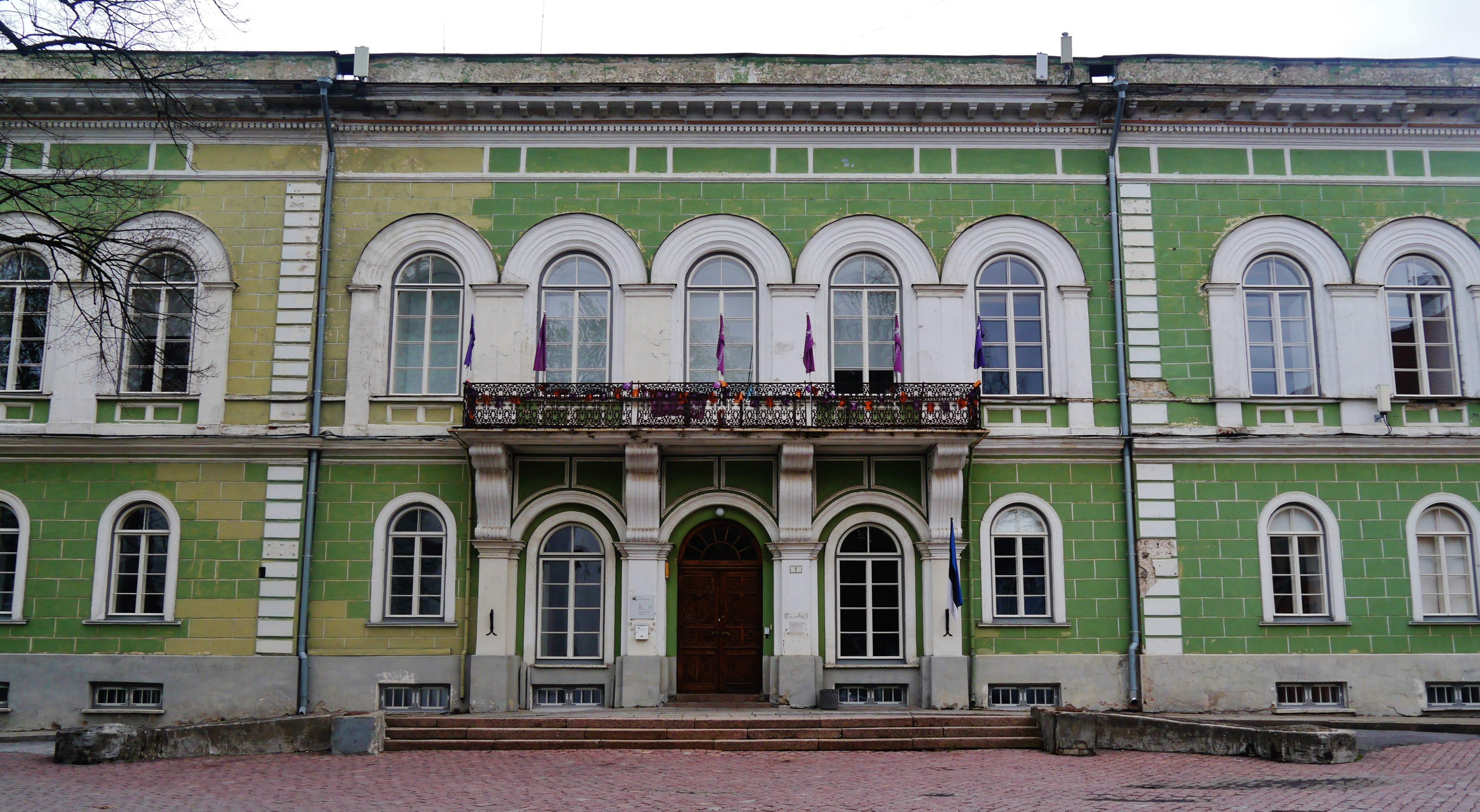
Дом Эстляндского рыцарства
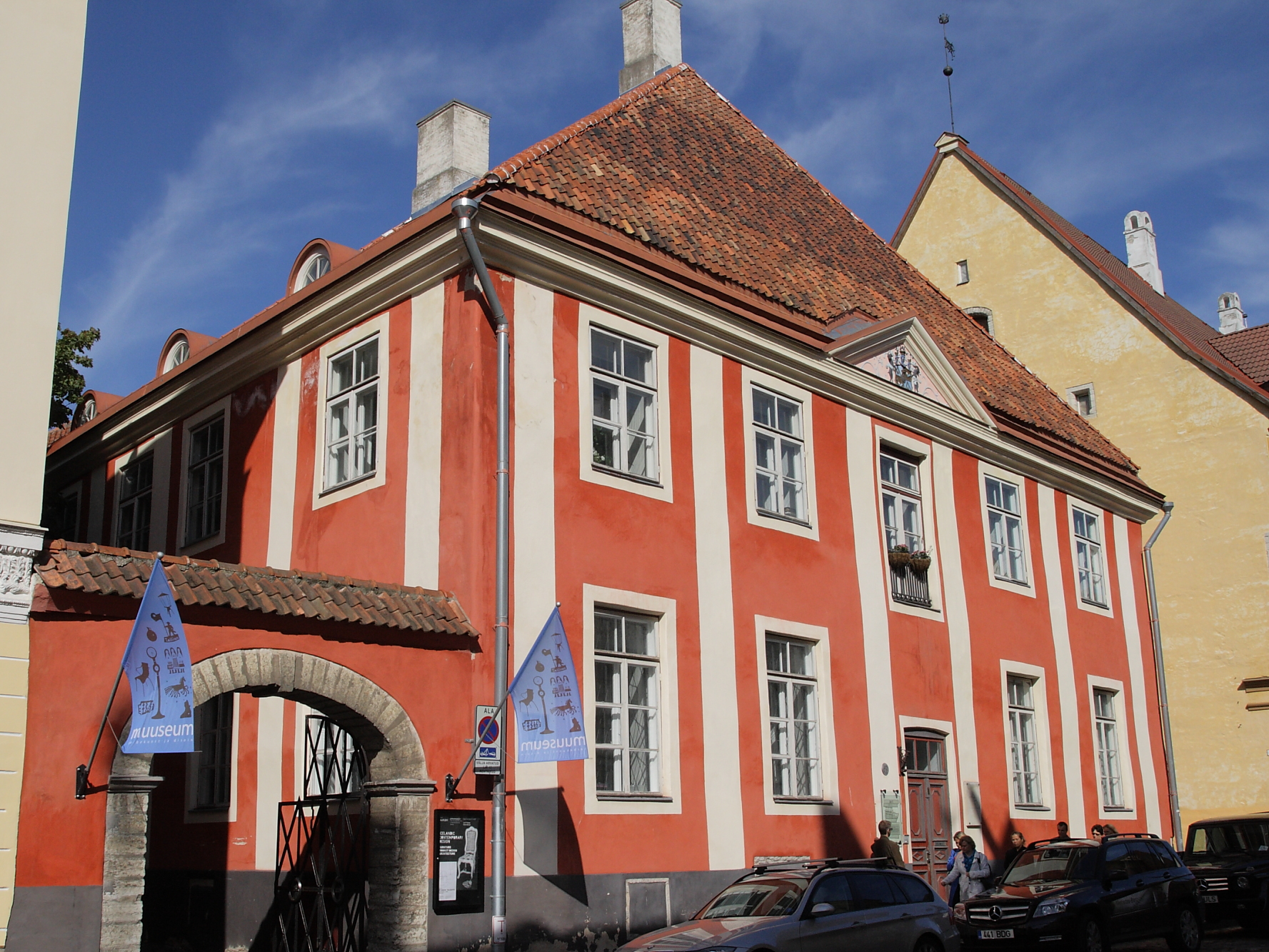
Музей прикладного искусства («Дом Меньшикова»)
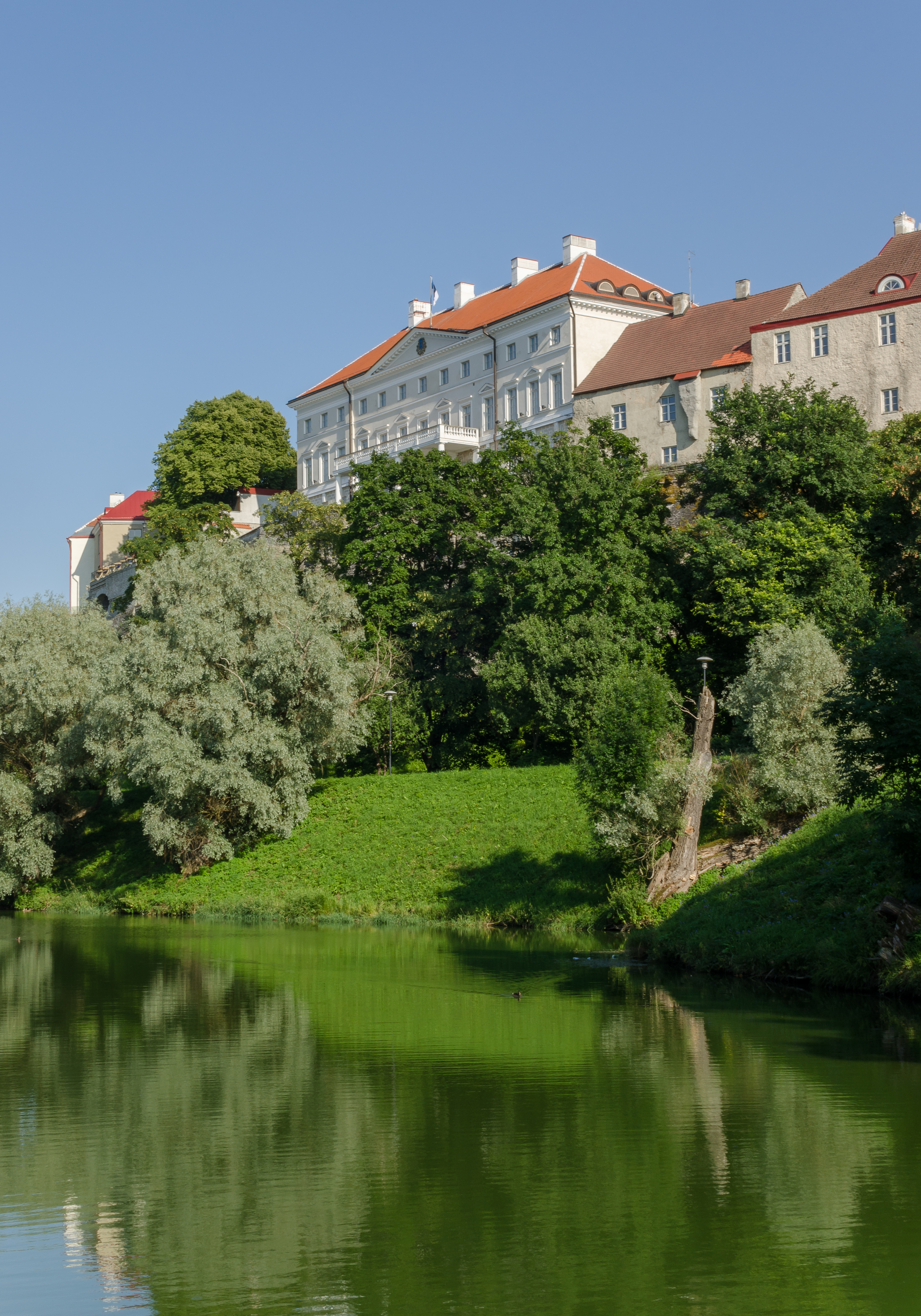
Тоомпарк и пруд Шнелли